# AMX-13
 (janvier 2013).
Si vous disposez d'ouvrages ou d'articles de référence ou si vous connaissez des sites web de qualité traitant du thème abordé ici, merci de compléter l'article en donnant les références utiles à sa vérifiabilité et en les liant à la section « Notes et références ».
L'AMX-13 est un char léger français produit à 7 700 exemplaires (dont 3 400 exportés dans 35 pays) entre 1953 et 1985. Son châssis est décliné en plusieurs versions : char de combat, lance-missiles antichars, transport de troupes (AMX-13 VCI), canon automoteur de calibre 105 ou 155 mm, postes de commandement, engins du génie, ambulance, etc.
Sa conception est très avancée notamment grâce à sa tourelle oscillante FL 10 qui permet de monter sur un châssis de char léger des canons longs à grande vitesse initiale de calibre 75 mm, puis 90 mm, et même 105 mm. Elle permet notamment de concilier, légèreté, petite taille, rapidité et puissance de feu.

## Historique

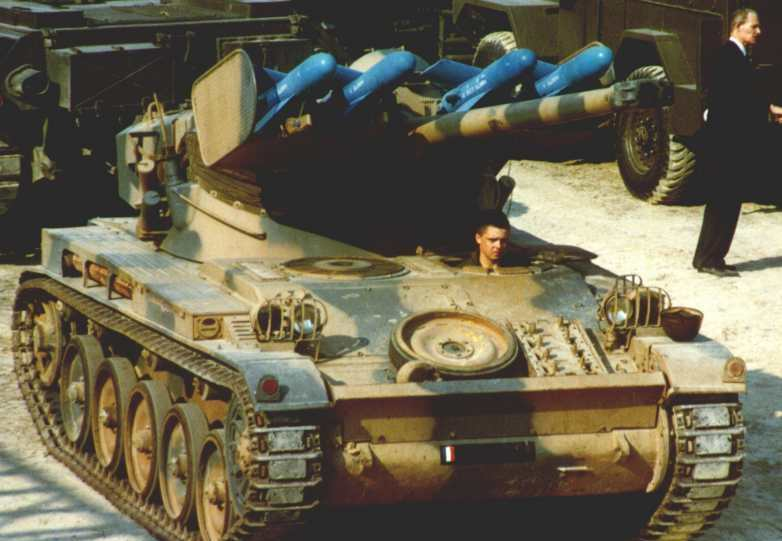
Un AMX-13 équipé de missiles antichars Nord SS.11. Un total de 4300 de ces engins furent reçus par l'armée française entre 1952 et leur retrait dans les années 1980.

Dès l'automne 1944, l'état-major des armées françaises relance un programme de rééquipement de l'armée avec du matériel français. Une réunion décisive a lieu en février 1945 pour définir les spécifications de nouveaux chars, et demande aux structures de production d'armement d'envisager trois types de matériels : un char principal de combat (Main Battle Tank - MBT); un char léger; un véhicule blindé de reconnaissance.
En septembre 1946 un avant-projet est émis par la direction des études et fabrications d'armement (DEFA) pour un char léger destiné à la reconnaissance et à la mission antichar. Peu à peu, le cahier des charges s'affine et s'avère être à contresens des développements des autres puissances qui alourdissent leurs nouveaux chars (T-10 en URSS, M 48 aux États-Unis, Centurion en Grande-Bretagne) dans le sens d'une protection renforcée et d'une puissance de feu accrue. Il se tourne délibérément vers un engin léger qui doit avoir :
- une forte puissance de feu ;
- une masse inférieure ou égale à 12 t pour être aérotransportable ;
- une très bonne mobilité ;
- une grande autonomie ;
- le châssis doit être polyvalent et doit pouvoir accueillir une gamme complète d'armement.

Le principe d'une tourelle oscillante est adopté et validé par la section technique de l'armée (STA), et en avril 1947 trois constructeurs sont mis en compétition : AMX, les Forges et chantiers de la Méditerranée (FCM), la Compagnie générale de construction de locomotives (Batignolles-Chatillon). 
Les avant-projets des trois constructeurs sont validés en mai 1948, chaque constructeur devant présenter un prototype. Le char est prévu pour porter la tourelle FL 4 de chez Fives-Lille équipée d'un canon long de calibre 75 mm à haute vitesse initiale.
En décembre 1949, la société AMX remporte le marché. Cinq prototypes sont construits, mais fin 1949 l'exigence d'aérotransportabilité est abandonnée.
De février à avril 1950 les prototypes sont essayés en corps de troupe avec des tourelles FL 4 ou FL 5. 135 blindés de présérie avec tourelle FL 10 sont commandés.
En octobre 1950, le prototype no 2 est envoyé aux États-Unis pour concourir aux financements ouverts dans le cadre des offshore procurement programs, qu'il obtient.
Début 1951, le char est adopté sous le nom de « char de 13 tonnes modèle 1951 » ou « char AMX-13 ». Au premier semestre 1952 les premiers exemplaires de série sont livrés au 8e régiment de hussards à Épernay. Des tests sont, par ailleurs, poursuivis en Afrique du Nord.
La firme Mathis est déclarée en faillite alors que son moteur, choisi à l'origine pour le blindé, demande encore une longue mise au point. Est alors adopté un moteur fabriqué par la Sofam (Société de fabrication d'armements et de moteurs), qui sera finalement produit par SAVIEM.
Les dernières mises au point et expérimentations durent jusqu'en 1955. Les modèles de série sortent de l'arsenal de Roanne (ARE) jusqu'en 1964, puis de chez Creusot-Loire à Chalon-sur-Saône. Une troisième ligne de montage est ouverte aux Forges et chantiers de la Méditerranée à la Seyne-sur-Mer. La fabrication se termine en 1985.

## Description

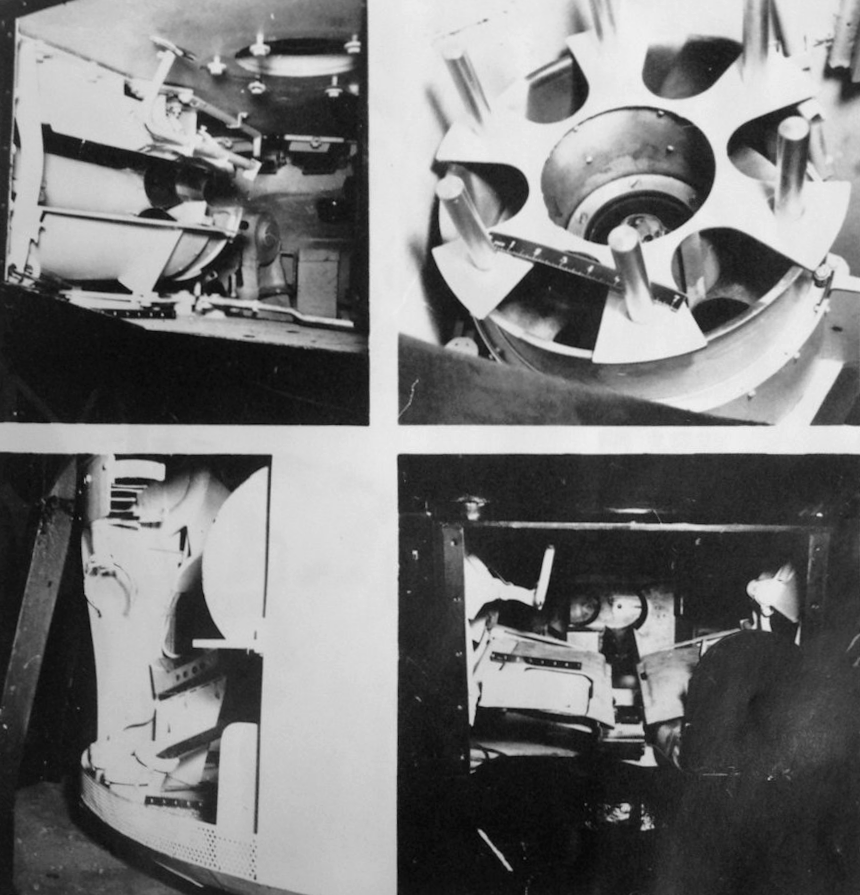
Chargeur automatique à tambour du second prototype, durant les essais a Aberdeen Proving Ground, 19 décembre 1950.

Très original dans son concept, la coque de l'AMX-13 est entièrement soudée. Le conducteur est assis à l'avant gauche et dispose de trois épiscopes qui lui donnent une visibilité panoramique, et d'une trappe blindée d'une seule pièce qui s'écarte du côté gauche. Le moteur est placé à droite du conducteur. Il est à l'origine un moteur d'avion Mathis 8GB.20 à essence de 8 cylindres horizontaux, développant 250 ch à 3 000 tr/min, et qui équipe notamment le Morane-Saulnier MS-733 Alcyon et l'hydravion SCAN 30. Mais, avec la faillite de Mathis, il est remplacé par un 8GXB de 8 cylindres à plat, développant 270 ch à 3 200 tr/min. Le rapport poids-puissance est de 15 ch par tonne.

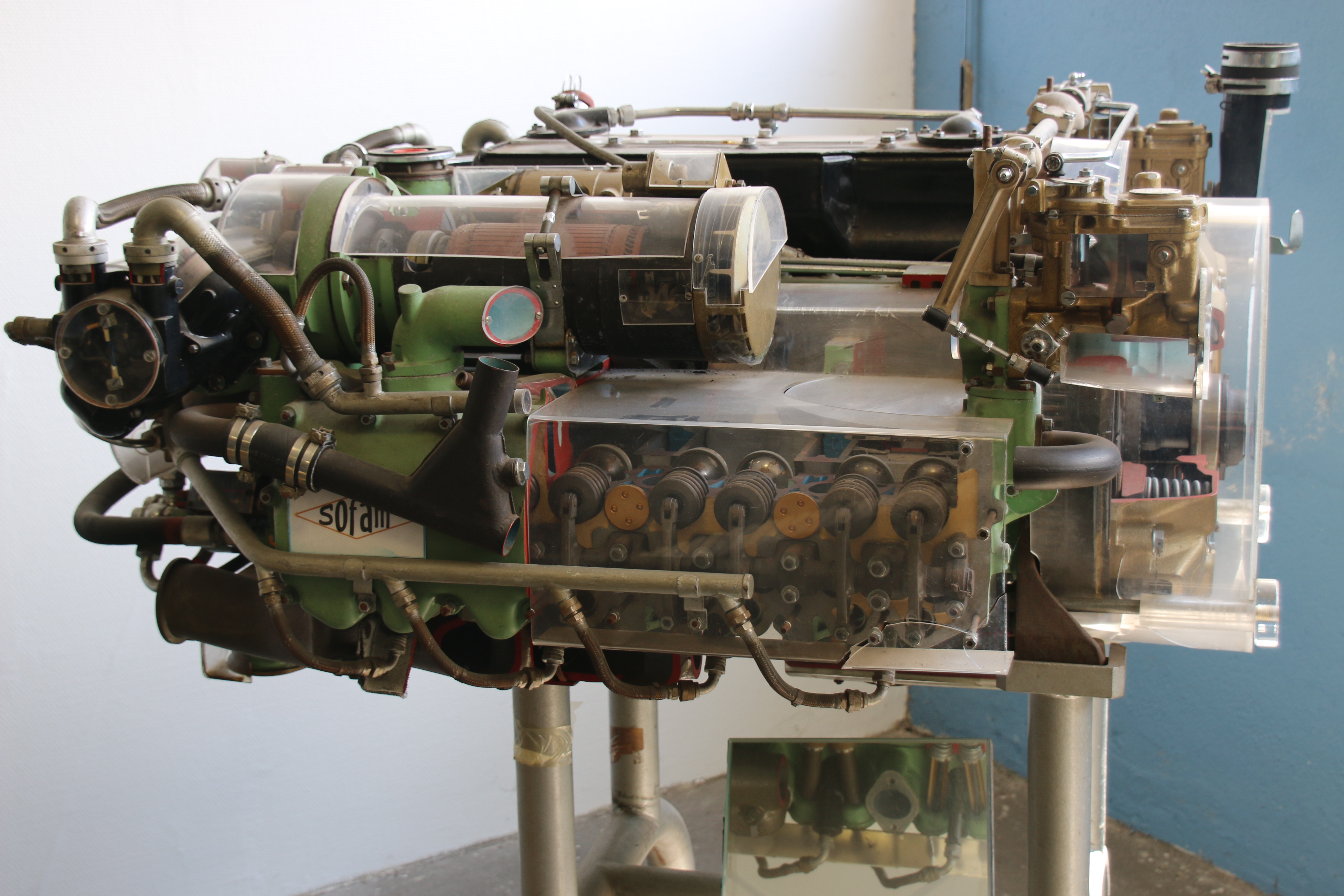
Moteur SOFAM GBX8

La tourelle oscillante FL-10 est placée à l'arrière du conducteur et du bloc moteur. Elle comprend une pièce longue de calibre 75 mm.
Les suspensions sont à barre de torsion, avec un total de cinq galets de roulement, la poulie de tension étant à l'arrière et le barbotin à l'avant, trois rouleaux supportent la chenille sur le dessus. La suspension du premier et du cinquième galet de roulement est renforcée par un amortisseur hydraulique. La boite de vitesses est manuelle et possède cinq rapports avant et une marche arrière. Une boite automatique a été développée. Le différentiel est du type Cleveland. La direction et le freinage sont assurés par un système de bandes sèches et de bandes humides mise en œuvre par quatre leviers en fonction de l'effet à obtenir. Le système électrique est alimenté par 4 batteries de 12 volts (100 Ah) et un générateur de 4,5 kW.
L'AMX-13 n'a pas de capacité amphibie, ni de franchissement en eau profonde, ni de protection NBC.

## Utilisation au combat

### Guerre d'Algérie
L'armée française utilise des AMX-13 de manière limitée pendant la guerre d'Algérie : en mars 1958, 114 sont déployés.

### Suez
Le 2e escadron du 2e régiment étranger de cavalerie en renforcement du 1er régiment étranger de parachutistes met en œuvre des AMX-13 lors de la crise de Suez en 1956.
L'armée israélienne l'emploie durant la même campagne au sein de la 7e brigade blindée. L'AMX-13 est le premier char moderne de l'après-guerre qu'elle reçoit, la France étant le seul pays qui s'autorise à lui fournir des armes pour contrebalancer le poids de l'accord d'armement entre les Tchécoslovaques et les Égyptiens. En 1956 elle en possède 180, et les emploie comme chars de bataille faute de chars plus lourds.

### République dominicaine
L'AMX-13 est aussi utilisé lors de la guerre civile dominicaine aussi bien du côté loyaliste que du côté rebelle. Deux AMX-13 saisis par les rebelles sont détruits par les M50 Ontos de l'United States Marine Corps à la suite de l'intervention des États-Unis.

### Guerre des Six Jours

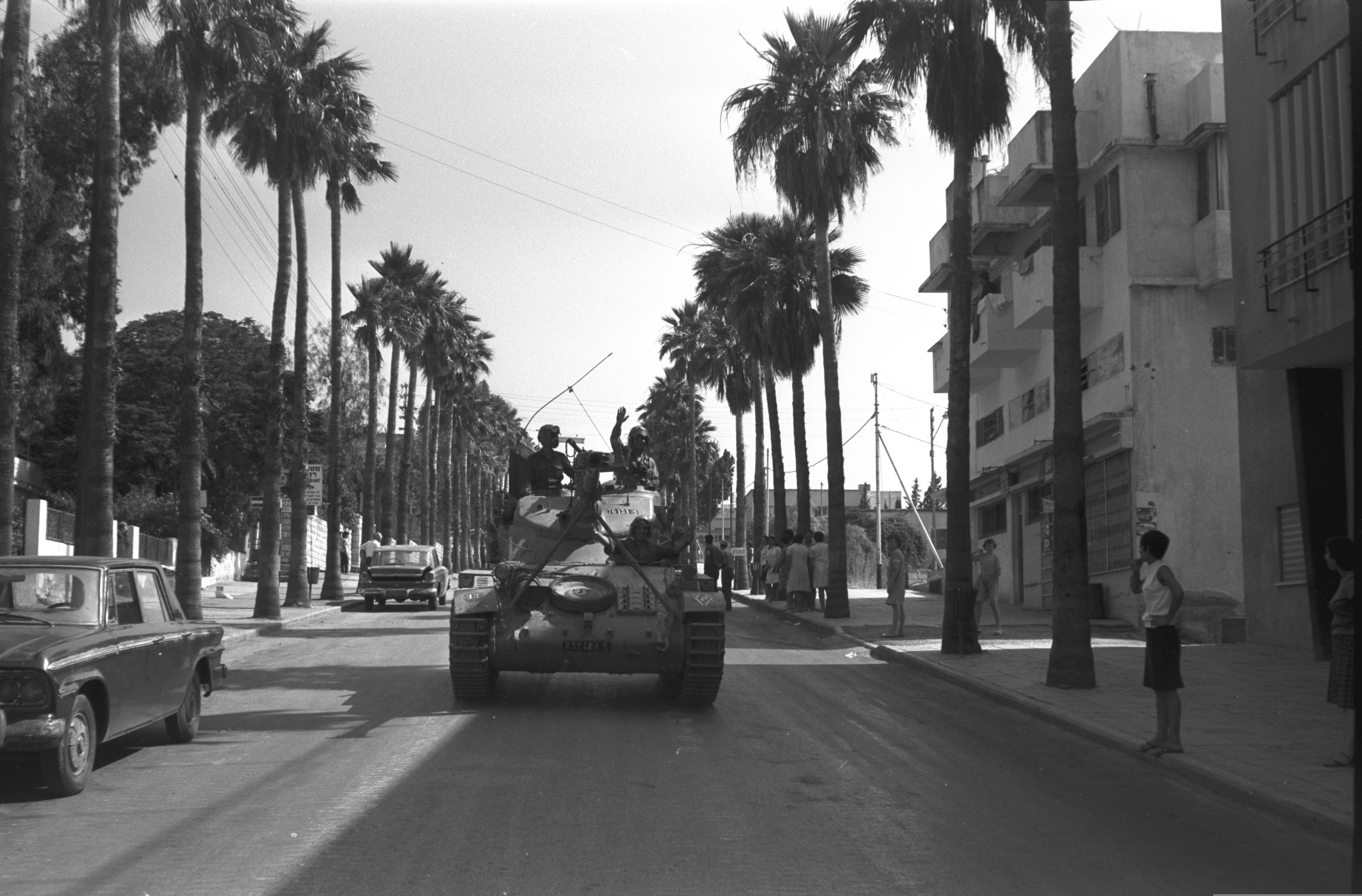
AMX 13 israélien passant à Tibériade vers la frontière syrienne, le 10 juin 1967.

En 1967 lors de la guerre des Six Jours, Israël en possède environ 400 qui sont articulés en trois bataillons :
- le premier est employé contre les Jordaniens vers le sud en Cisjordanie dans la région de Taluzi, de Tubas et de Naplouse ;
- le deuxième est employé contre les Égyptiens et capture les points fortifiés qui protègent la bande de Gaza et la route côtière dans le nord de la péninsule du Sinaï ;
- le troisième est employé contre les Syriens et participe à l'attaque du plateau du Golan.

La leçon qui en est tirée est que l'AMX-13 n'est pas assez blindé et que son canon est trop faible. Des pertes importantes sont subies à Rafah et sur le col de Jiradi. Les israéliens décident alors de retirer leurs AMX-13 et de les vendre à Singapour en 1969.

### Guerre indo-pakistanaise
Lors de la deuxième guerre indo-pakistanaise en 1965, la 1re division blindée pakistanaise dotée de 264 M47 et M48 Patton américains est défaite lors de la bataille d'Asal Uttar (en), le 10 septembre. Elle est opposée à trois régiments de l'armée indienne, dont l'un, le 8e régiment de cavalerie, est équipé d'AMX-13. Cette bataille fut le plus grand engagement de chars depuis la Seconde Guerre mondiale,.

### Guerre civile libanaise
Les AMX-13 sont très actifs dans et autour de Beyrouth pendant la guerre du Liban, de 1975 à 1990, aussi bien entre les mains de l'armée libanaise que dans celles des groupes armés belligérants : la plupart des AMX-13 de l'armée régulière libanaise tombent entre les mains des milices chrétiennes du Front Libanais, entre celles des musulmans du Mouvement national libanais (LNM), et entre celles de factions rebelles dissidentes telles l'Armée arabe libanaise (LAA), l'Armée du Liban libre (AFL), la milice Kataeb (KRF), les milices Tigre, les Forces libanaises (LF), l'Armée du Sud-Liban (SLA), le mouvement Amal, l'Armée populaire de libération.
Entre 1979 et 1981, la France livre à nouveau des AMX-13 à l'armée libanaise, et la plupart de ceux saisis par les factions sont restitués à l'armée libanaise entre 1990 et 1993. En juillet 2018, six d'entre eux servent à la constitution d'un brise-lames au large de Sidon avec d'autres véhicules militaires.

### Sahara Occidental
Le Maroc utilise ses AMX-13 pendant la guerre des Sables en 1963. Lors de la guerre du Sahara occidental contre le Polisario, il les utilise concurremment avec des SK-105 Kürassier, chars autrichiens également équipés d'une tourelle oscillante.

### Fin de service en France

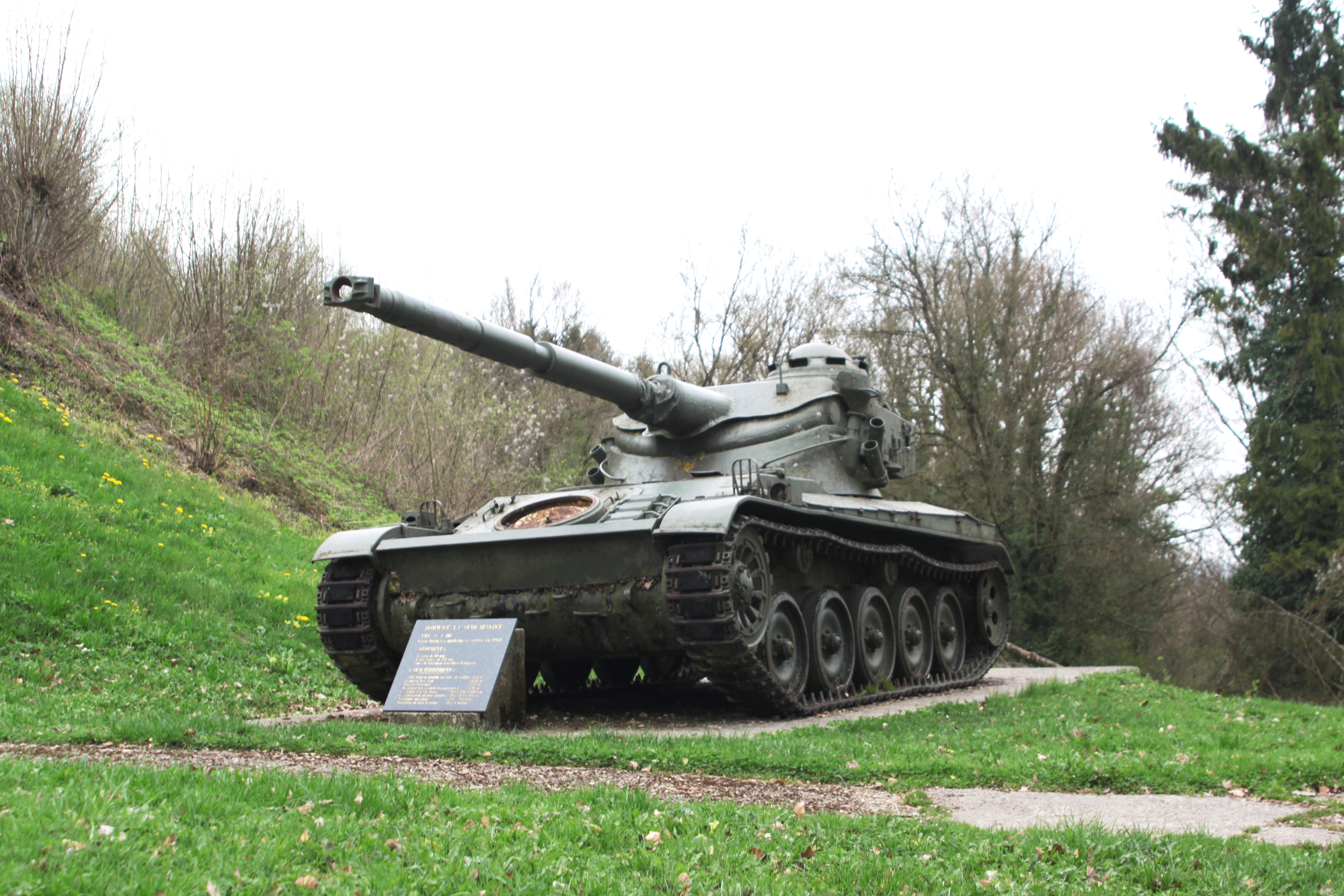
Monument de char AMX-13 commémoratif à côté de la butte de Stonne

En France, au début des années 1980, environ 1 010 chars sont en parc dans l'armée de terre française, et sont alors en cours de remplacement dans les régiments mécanisés par les AMX-30. Un escadron de 16 AMX-13/90 et des AMX-VCI restent en service jusqu'en 1990 au 30e groupe de chasseurs de la 7e division blindée et au 5e RIAOM à Djibouti.

## Variantes

### Le modèle char de combat

#### Les modèles de châssis
Six modèles de châssis sont construits, dans l'ordre chronologique :
- char AMX-13 (2A) : avec 4 galets de roulement et la poulie de tension au niveau du sol ;
- char AMX-13 (2B) : avec 5 galets de roulement et la poulie de tension surélevée ;
- char AMX-13 (2C) : avec la tourelle FL-10 et deux rouleaux supports de chenille ;
- char AMX-13 (2D) : avec 4 rouleaux supports de chenille ;
- char AMX-13 (2E) : avec 3 rouleaux supports de chenille et un canon de 90 mm ;
- char AMX-13 (2F) : avec 2 rouleaux supports de chenille et un manchon anti-arcure sur le canon.

#### AMX-13 canon de 75 Modèle 1951

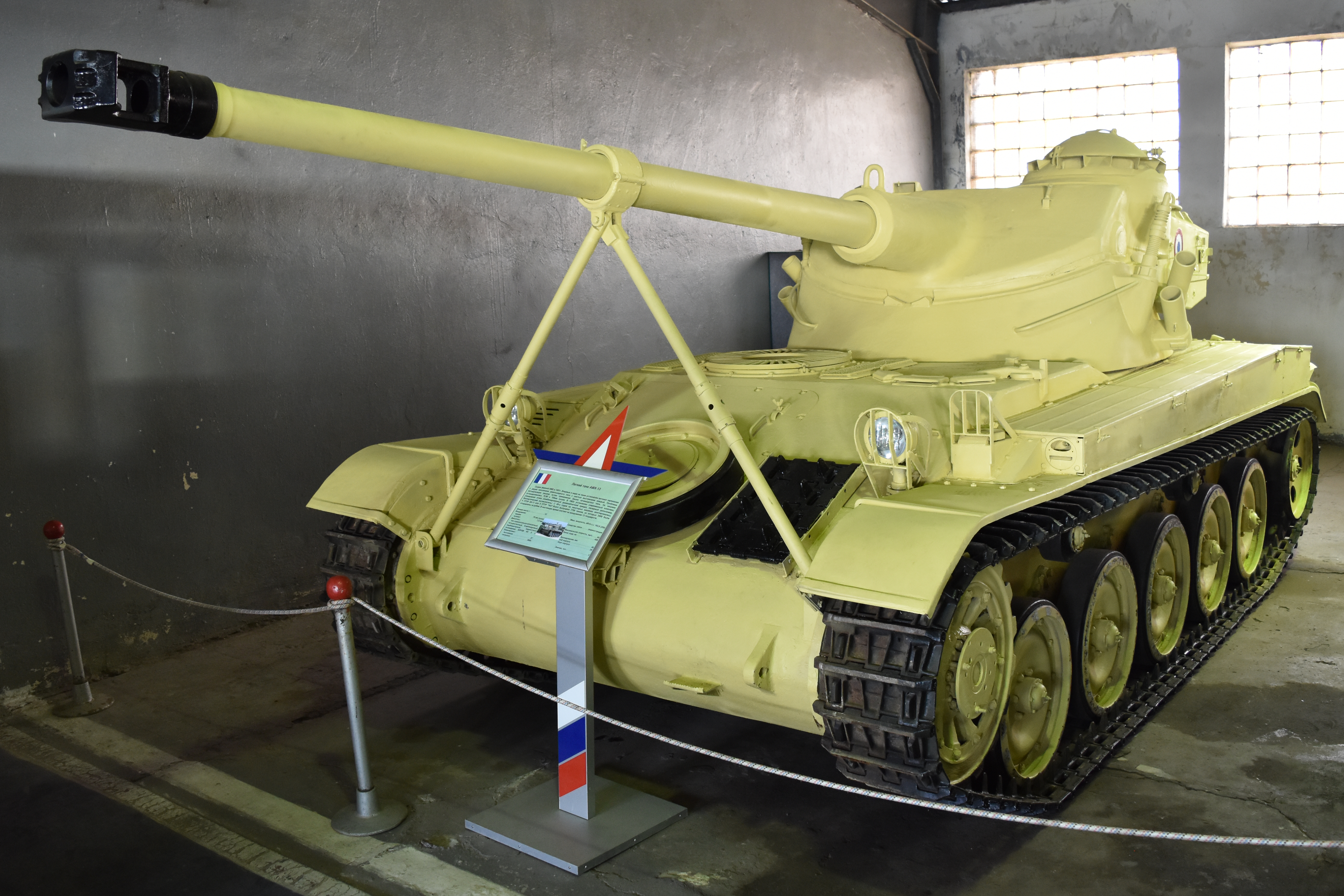
AMX-13-75 Modèle 51 au Musée des Blindés de Koubinka.

C'est le premier modèle d'AMX-13 en service. La tourelle FL 10 de l'AMX-13 est armée avec un canon semi-automatique SA 50 de 75 mm  (Cn 75 SA 50) inspiré du canon de 75 mm long 7,5 cm KwK 42 L/70 du Pzkw V Panther. Il est doté d'un obus perforant de 75 mm d'une vitesse initiale de 1 000 m/s. Il est alimenté par un système original de barillets rotatifs d'une capacité de six obus chacun. Ce système permet d'économiser un membre d'équipage spécifique pour recharger le canon. En revanche, une fois les douze projectiles tirés, le retour à l'arrière est nécessaire pour compléter les barillets.

#### AMX-13 FL 11
En 1954, à la fin de la guerre d'Indochine, les matériels blindés sont tous d'origine américaine ou britannique datant de la Deuxième Guerre mondiale et leur usure se fait passablement sentir. C'est pourquoi, l'armée française envisage d'adopter un AMX-13 avec la tourelle FL 11 doté du canon de 75 mm de l'EBR. Cette tourelle a l'avantage de ne pas posséder le système à barillet. Une commande est passée pour cinq puis vingt exemplaires. Seuls les cinq premiers sont livrés et mis en service au 2e REC à Oujda, puis sont cédés au Maroc à la suite de l'indépendance de ce pays.

#### AMX-13 avec tourelle de M24 Chaffee
En 1957, pour remplacer les chars M24 Chaffee très usés, l'armée française envisage de monter sur le châssis de l'AMX-13 une tourelle de M24 avec le canon de 75 mm M6 L39, une mitrailleuse coaxiale MAC 31 de 7,5 mm et une mitrailleuse HBM2 de 12,7 mm en barbette sur la tourelle. L'idée est de pouvoir utiliser les obus de 75 mm qui ont été livrés en masse par les États-Unis à la France. Un prototype est essayé en 1957 puis 150 exemplaires sont fabriqués en 1960. Ils servent en Algérie française notamment au 9e régiment de hussards, puis sont rapatriés en 1962. Les canons sont démontés et le bouclier est remplacé par un pare-brise pour placer un instructeur. L'engin reçoit alors le nom d'AMX-13 DTT et les chars sont versés à l'instruction.

#### AMX-13 canon de90mm
À partir du milieu des années 1960, les M47 Patton sont retirés du service et l'AMX-30 n'est pas encore prêt pour les remplacer. Aussi, pour remettre à niveau les AMX-13 par rapport à leurs adversaires du pacte de Varsovie, les tourelles FL 10 sont modifiées à partir de février 1967 par le réalésage du canon SA 50, ajout d'un manchon thermique antiarcure et modification de l'aménagement intérieur. Le tube devient le « Canon de 90 mm modèle F3 » (Cn 90 F3), doté d'un obus empenné à charge creuse tiré à la vitesse initiale de 950 m/s. Les nouveaux modèles reçoivent une aide à la conduite infra-rouge et une capacité NRBC qui se caractérise à l'extérieur par la présence d'une jupe textile au niveau de la jonction entre la partie mobile et la partie fixe de la tourelle oscillante. Ils sont retirés du service en 1990.

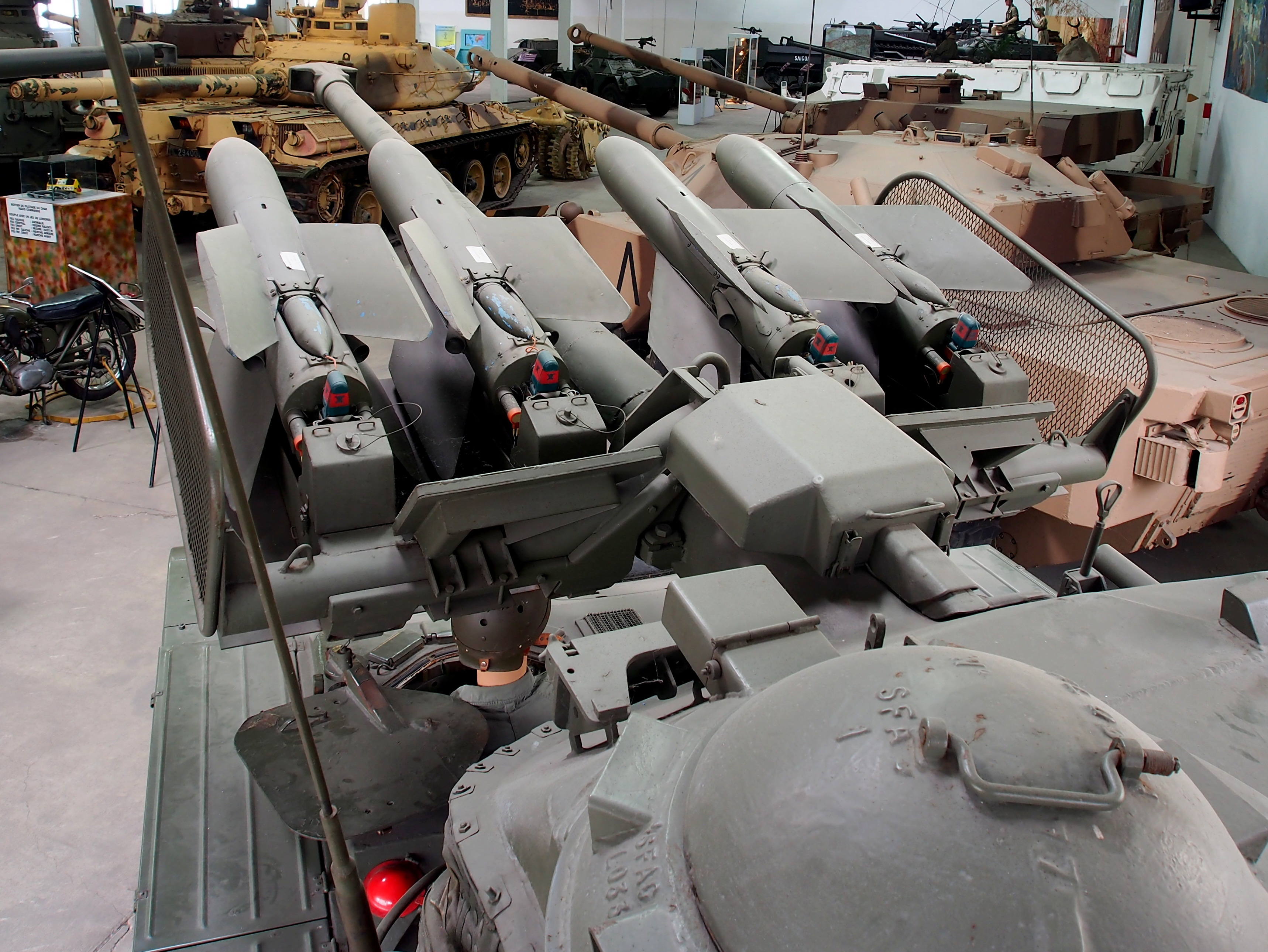
AMX-13 SS11 du Musée des blindés de Saumur

#### AMX-13 T75 mm SS-11

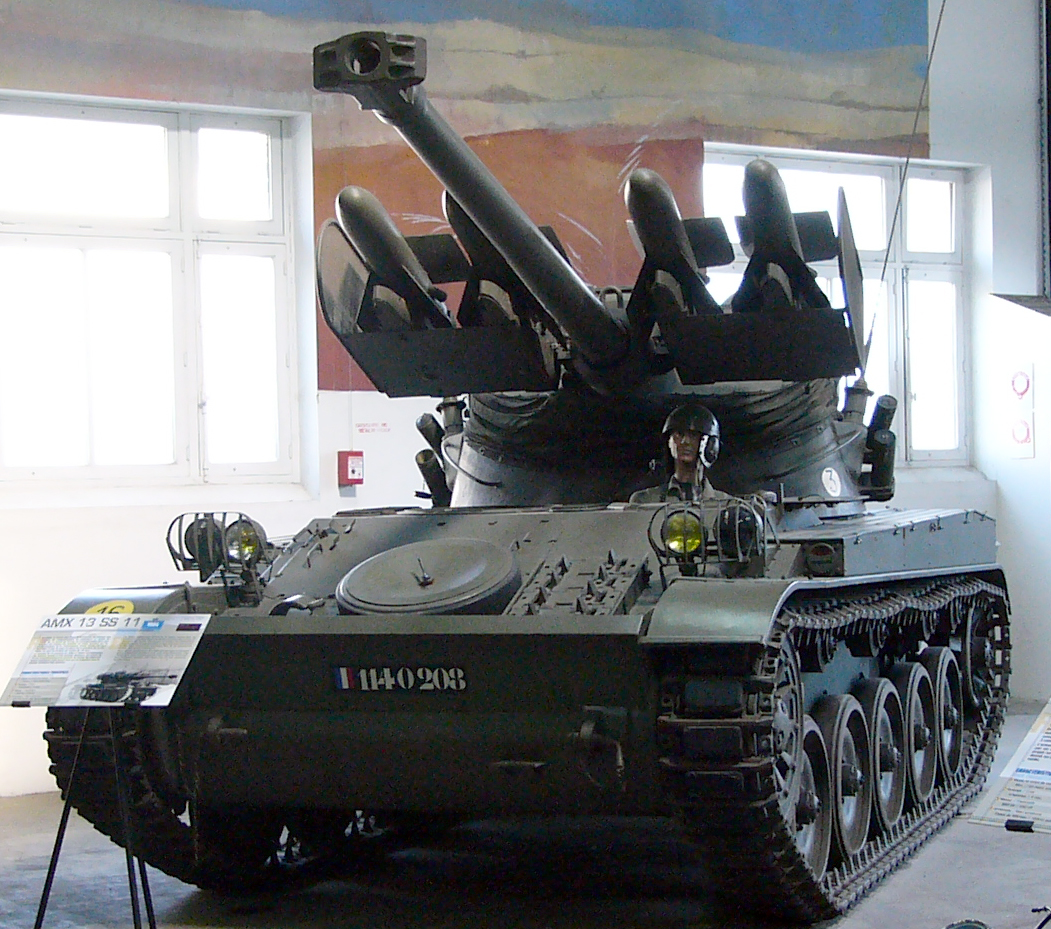
AMX-13 SS11 du Musée des blindés de Saumur

L'industrie française est très avancée en matière de missiles anti-char et elle les essaye dans de nombreuses configurations et sur de nombreux châssis. Le Centre de Tir des Engins Blindés de Mailly-le-Camp propose une solution avec le montage de missiles SS-11 de part et d'autre du canon de 75 mm sur la tourelle FL-10 D2. Le principe est accepté en avril 1960 et les premiers exemplaires sont livrés en janvier 1963.

#### AMX-13 T75
Version avec les missiles SS-11 filoguidés.

#### AMX-13 T75/TCA
Version avec les missiles SS-11 guidés électroniquement (TCA = télécommande automatique.)

#### AMX-13 «Ben-Hur»
Ce sont des châssis AMX-13 avec la tourelle démontée destinés à l'instruction à la conduite avec une rambarde mise autour de l'orifice de tourelle pour donner à l'instructeur une certaine stabilité.

### Les modèles destinés à l'infanterie
Le modèle transport de troupes d'infanterie donne naissance à toute une série de variantes.

#### Véhicule transport de troupe

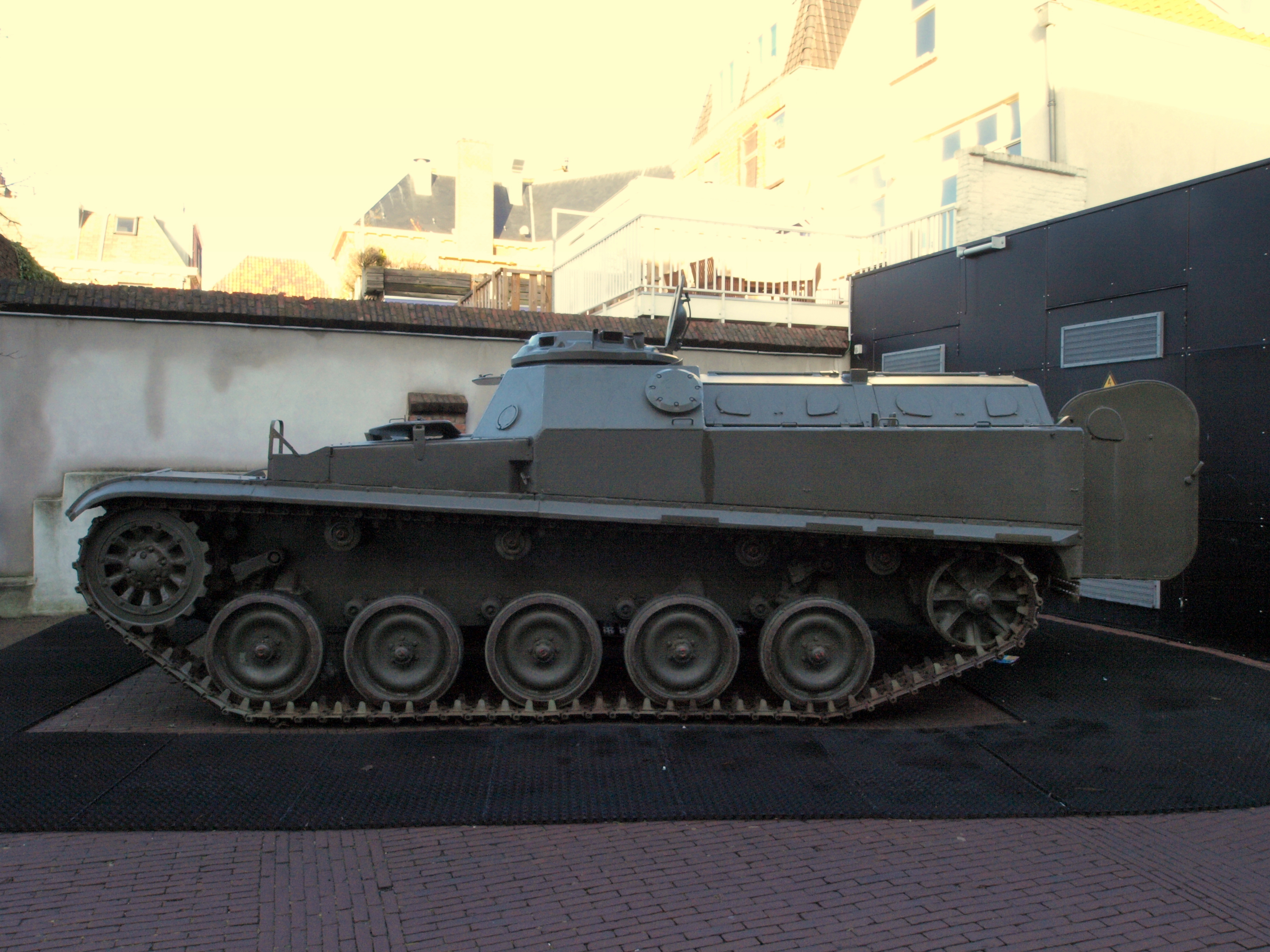
Version néerlandaise de l'AMX-13 VTT, l'AMX-13 PRI.

L'État-major des armées choisit en juillet 1955 l'AMX-13 transport de troupe chenillé modèle 56 (AMX-13 TT 12 CH Mle 56) pour remplacer les half tracks d'origine américaine. Son appellation varie selon les périodes :
- transport de troupe chenillé modèle 56 (AMX-13 TT 12 CH Mle 56) ;
- AMX-13 VTP (Véhicule transport de personnel) ;
- AMX-13 VTT (véhicule transport de troupe).

Des essais sont menés d'avril à juin 1956 par la section technique de l'armée sur quatre prototypes. En 1957, une présérie de 25 exemplaires est commandée. 230 exemplaires sont construits et livrés en 1960. L'armement initial est assuré par une mitrailleuse Reibel Mle 1931 non protégée. Deux versions de tourelleaux sont adoptées par la suite, le CAFL 38 doté d'une mitrailleuse Browning Mle 1919 de 7,62 mm ou d'une mitrailleuse AA 52 de 7,5 mm et le S470 (Giat CB 127) avec une mitrailleuse Browning M2 HB de 12,7 mm[réf. nécessaire].

#### Véhicule de combat d'infanterieAMX-13 VCI
Les dernières versions du VTT sont équipées du tourelleau T20-13 doté d'un canon de 20 mm à tir rapide ce qui peut lui donner les caractéristiques d'un véhicule de combat d'infanterie sans vraiment en avoir les qualités de protection. Il est supplanté progressivement dès 1975 par l'AMX-10.

#### Poste de commandement chenillés
AMX-13 Poste de commandement chenillé Mle 1956 (AMX-13 PC CH Mle 56)

#### Véhicules de tir mortier AMX-13 Mortier
- Mortier de 81 mm : modèle destiné à l'armée belge et appelé AMX-VPCM (véhicule chenillé porte-mortier), il est armé avec un mortier de 81 mm Brandt qui tire de la partie avant du toit. Le mortier peut tirer sous un angle compris entre 43 et 80° avec un débattement latéral de 40°. L'équipage est de six hommes et l'engin porte un total de 128 roquettes de mortier. Une embase est portée devant la coque pour que le mortier puisse être mis en œuvre hors du véhicule si nécessaire.
- Mortier de 120 mm : toujours dénommé  AMX-VPCM (véhicule chenillé porte-mortier), il porte un mortier de 120 mm Brandt et une équipe de pièce de 5 hommes. Il peut transporter 60 coups. Le mortier peut tirer sous un angle compris entre 43 et 80° selon un débattement latéral de 46°.

### Les modèles destinés à l'artillerie sol-sol

#### AMX-13 Obusier de105mmautomoteur Modèle 1950(105 AU 50)
Le projet d'un canon automoteur de 105 date de 1946 dans le cadre du renouveau de l'industrie de défense française. Le châssis AMX-13 est choisi parmi trois concurrents. Une longue phase d'expérimentation a lieu entre 1950 et 1954. En 1955, vingt exemplaires de pré-série sont construits par les ARE. 425 sont produits au total. 337 sont livrés à l'armée française avec le tube de 23 calibres, 92 sont exportés aux Pays-Bas avec le tube de 30 calibres. La partie artillerie est composée d'un obusier tracté de 105 OB modèle 50 TF développé dès la fin de la Deuxième Guerre mondiale mais qui n'est pas produit en masse. Le véhicule est un châssis AMX-13 renforcé et sa description est sensiblement la même que celle de la version char. Deux versions sont développées.

##### AMX-105 A ou M 61

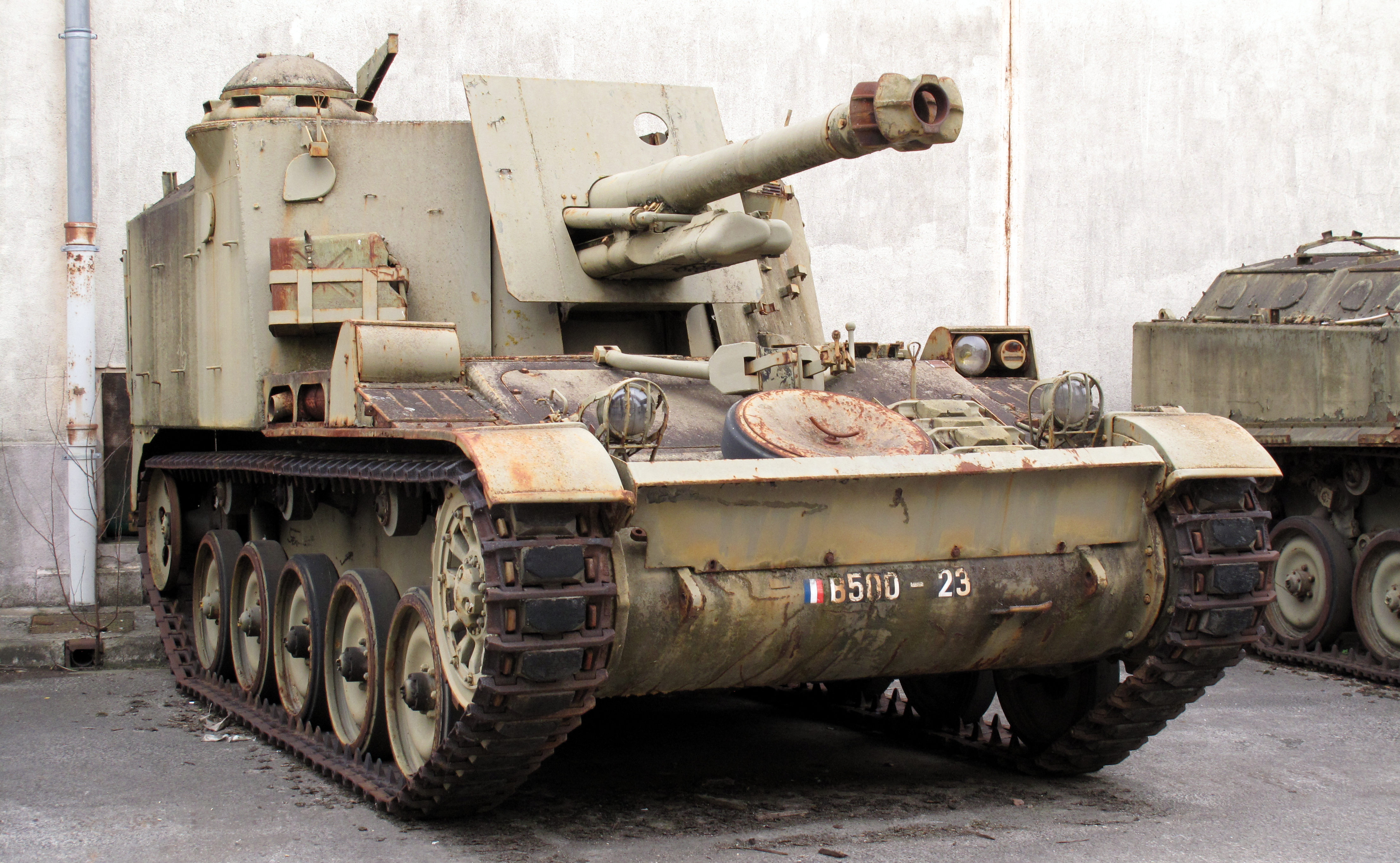
AMX-105 A ou M51 français du Musée des blindés de Saumur

Casemate fixe. L'obusier peut tirer sous un angle positif de 70° et négatif de 4° 30″. Le débattement horizontal du canon est de 20° à gauche et 20° à droite. L'ensemble du pointage se fait à la main. Le canon a une portée maximum de 15 km. L'obus a une vitesse initiale comprise entre 220 et 670 m/s. Le tube qui peut avoir deux longueurs, 25 ou 30 calibres est terminé par un frein de bouche à deux volets. Sa capacité d'emport est de 56 obus de 105 mm dont 6 antichar. Il est équipé d'un télescope à grossissement 6 pour les tirs antichar et d'un goniomètre de grossissement 4 pour le tir d'artillerie. Une mitrailleuse de 7,5 mm AA 52 ou de 7,62 mm ANF1 est transportée à l'intérieur de la casemate. Une autre mitrailleuse du même type est montée sur le kiosque du chef de char à droite du compartiment de combat. Le compartiment de combat est couvert par deux plaques de blindage est il est accessible par deux portes à l'arrière.

##### AMX-105 B

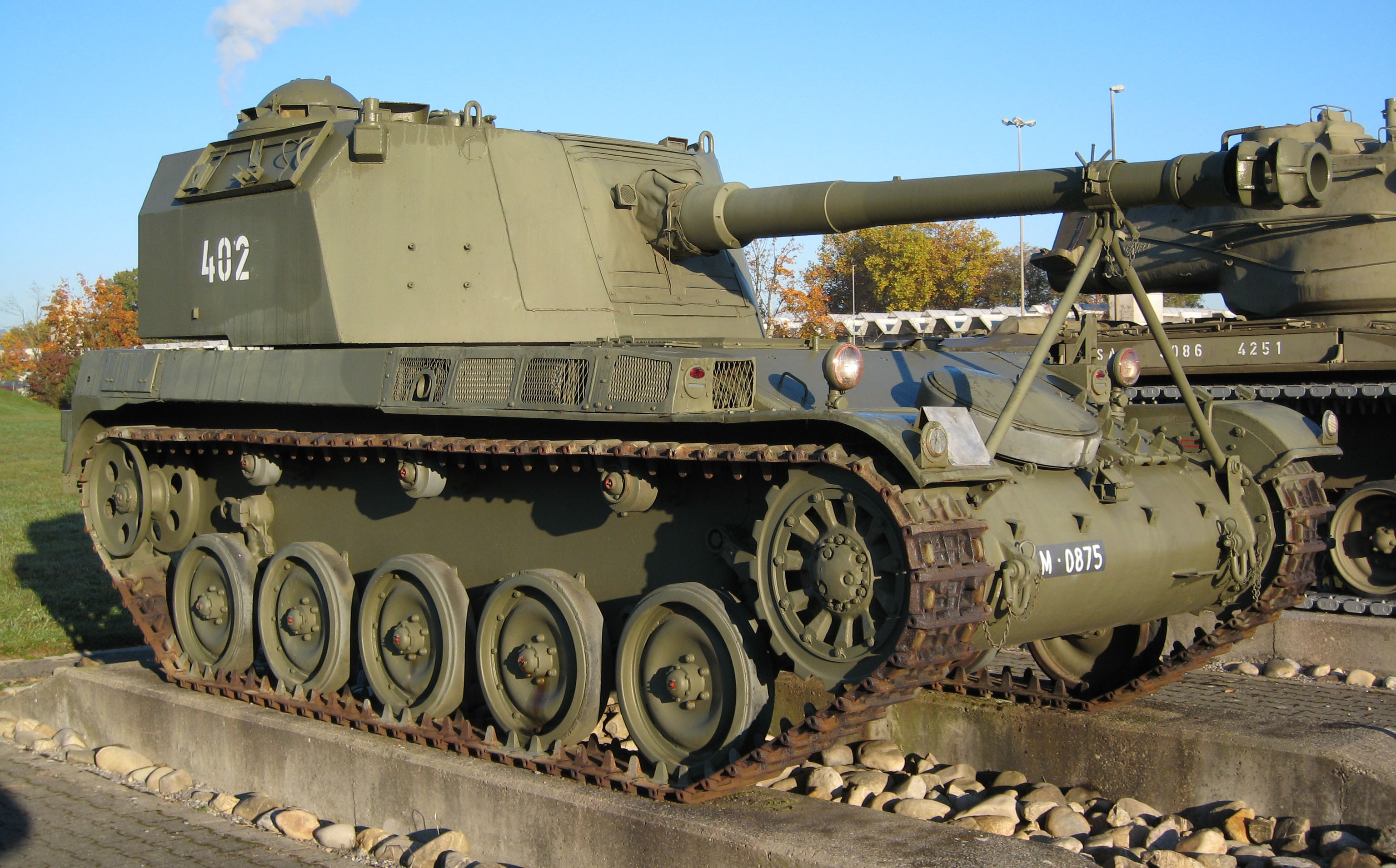
AMX-105 B de l'armée suisse au musée des blindés de Thun.

Tourelle rotative. La tourelle rotative est un projet d'étude qui aboutit à la construction de quatre exemplaires pour la Suisse mais qui n'aboutit pas à une production. Les caractéristiques de la masse artillerie et du châssis sont sensiblement les mêmes que celles du modèle A mais il reçoit au-dessus de la tourelle, un tourelleau CAFL 38 avec une mitrailleuse MAC 31 de 7,5 mm pour la sécurité rapprochée de la pièce.

#### AMX-13 obusier de155mmauto-mouvant Modèle F3 (155 AMF3)
Un prototype est présenté en 1959. Le modèle est développé au début des années 1960 et consiste en un obusier de 155 mm monté à l'arrière d'un châssis AMX-13. L'obusier lui-même est construit par les Ateliers de construction de Tarbes (ATS) et il est dérivé du tube de l'obusier TR Mle 50 avec un frein de bouche différent. Le châssis est fabriqué par les Ateliers de construction de Roanne (ARE) à l'origine puis, à partir de 1965, la fabrication est transférée auprès de Creusot-Loire pour laisser la place aux chaines de montage de l'AMX-30. Les essais sont conduits par les Établissements d’études et de fabrication d'armement de Bourges (EFAB).

#### AMX-13 Véhicule de commandement d'artillerie

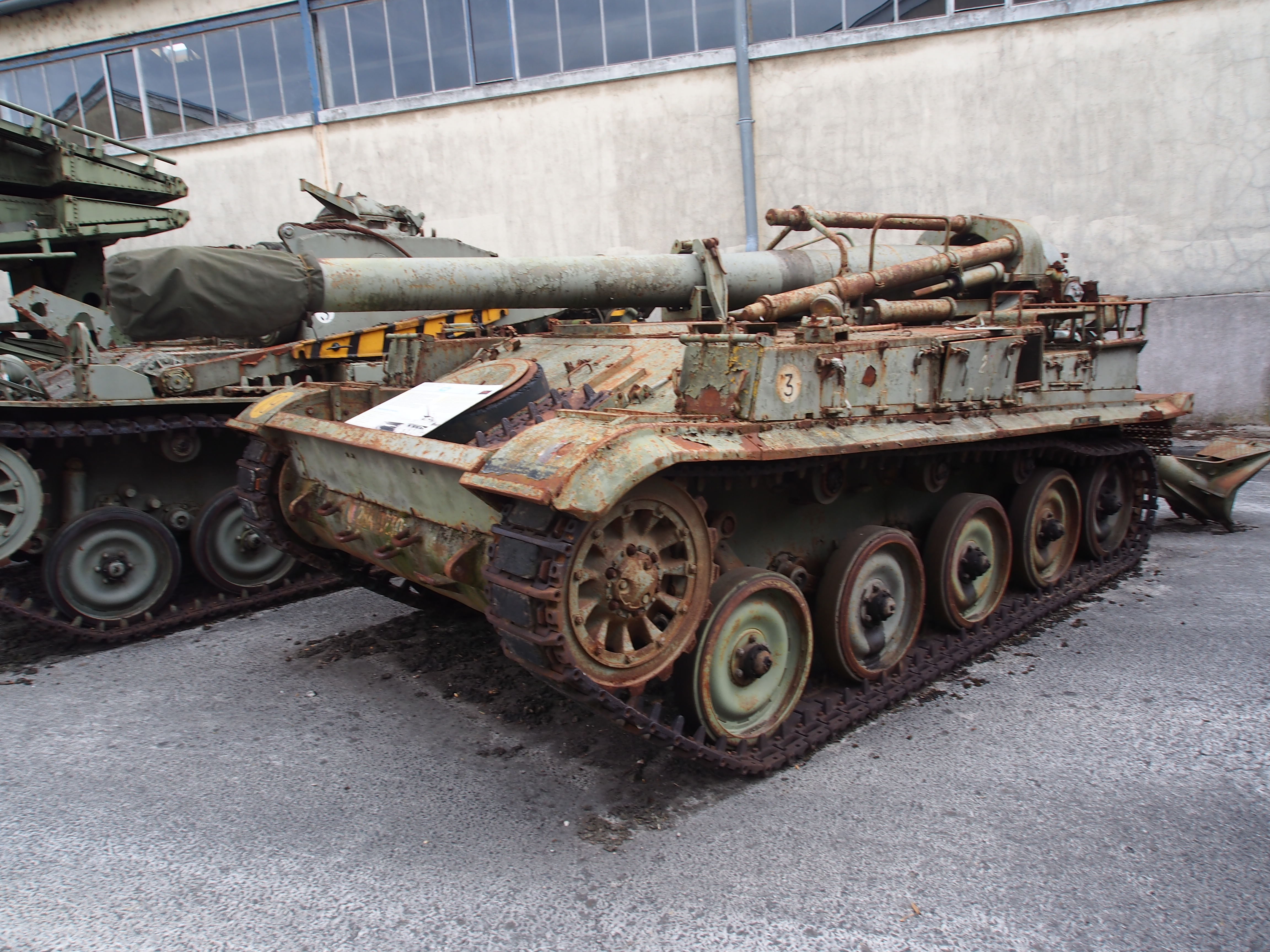
AMX-13 155 mm AM F3 de l'armée française. du Musée des blindés de Saumur

Version de l'AMX-13 VTT qui accompagne les batteries de 105 AU 50 ou de 155 AMF3 et qui contient tout le matériel pour la préparation des tirs sur le côté droit à l'arrière (planches de graphiquage et de tenue de la situation tactiques) et les transmissions avec à l'avant un ensemble de postes radio AN-GRC 9 (un poste pour les ordres, un poste pour le renseignement et un poste pour le réglage des tirs en liaison avec les observateurs avancés), un haut parleur et à l'arrière, un faisceau destiné à recevoir les fils téléphoniques en direction des pièces. L'équipage est de neuf personnels. Il peut tirer une remorque de ravitaillement en munitions ARE (Ateliers de Roanne) 2T F2.

#### AMX-13 VCA (Véhicule à chenille d'accompagnement)
Fait pour accompagner l'AMX-13 AMF3, il transporte le conducteur et l'équipe de pièce de sept hommes. Il peut transporter 25 coups complets (obus et gargousses), 39 fusées, et il peut tracter une remorque de ravitaillement en munition ARE (Ateliers de Roanne) 2T F2 qui contient 30 coups complets dont 26 gargousses à propulsion lente, quatre à propulsion rapide et six fusées. Il est armé avec un tourelleau standard. Dans la plupart des régiments d'artillerie, il est remplacé par un camion 3t GBC 8 KT d'accompagnement armé d'une mitrailleuse Browning HB de 12,7 mm sur affût circulaire pour la lutte antiaérienne.

#### AMX-13 RATAC (radar de tir de l'artillerie de campagne)
Version de l'AMX-13 VTT doté d'un radar Doppler RATAC qui permet de détecter et de distinguer les mouvements et régler les tirs.

### Les modèles destinés à l'artillerie sol-air

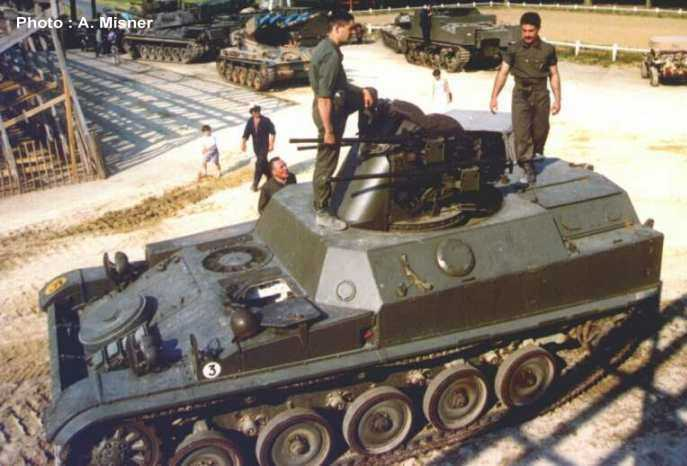
AMX-13 VTT avec un affut quadruple de 12,7 mm Maxxon.

Dès l'après-guerre, l'armée française cherche à améliorer ses capacités antiaériennes qui ne sont composées alors que de quadritubes de 12,7 mm montés sur half-track du modèle M16 Multiple Gun Motor Carriage et des canons tractés de Bofors 40 mm. Une tourelle quadritube composée de canons de Flak allemands MG-151/20 Vierling est essayée sur une plateforme AMX-13 mais la portée utile du système d'arme, 1 200 m, n'est pas satisfaisante.

#### AMX-13 défense contre-avion (DCA) monotube de40mm
Parmi les essais, un Bofors Mk.3 L.70 produit sous licence est monté sur une tourelle blindée SAMM (Société d'applications des machines motrices) S-980. Le système d'arme destiné principalement à la marine est équipé un radar COTAM de détection, acquisition, poursuite et tir, d'un poste de conduite de tir avec un calculateur PHF 40 et d'une binoculaire L879. Les études cessent à partir de 1957 car la batterie s'avère trop lourde, la cadence de tir de 120 coups par minute est insuffisante et les missiles antiaériens semblent proposer une alternative plus prometteuse. Deux prototypes sont construits, mais aucune suite n'est donnée au projet.

#### AMX-13 défense contre-avion (DCA) bitube de30mm

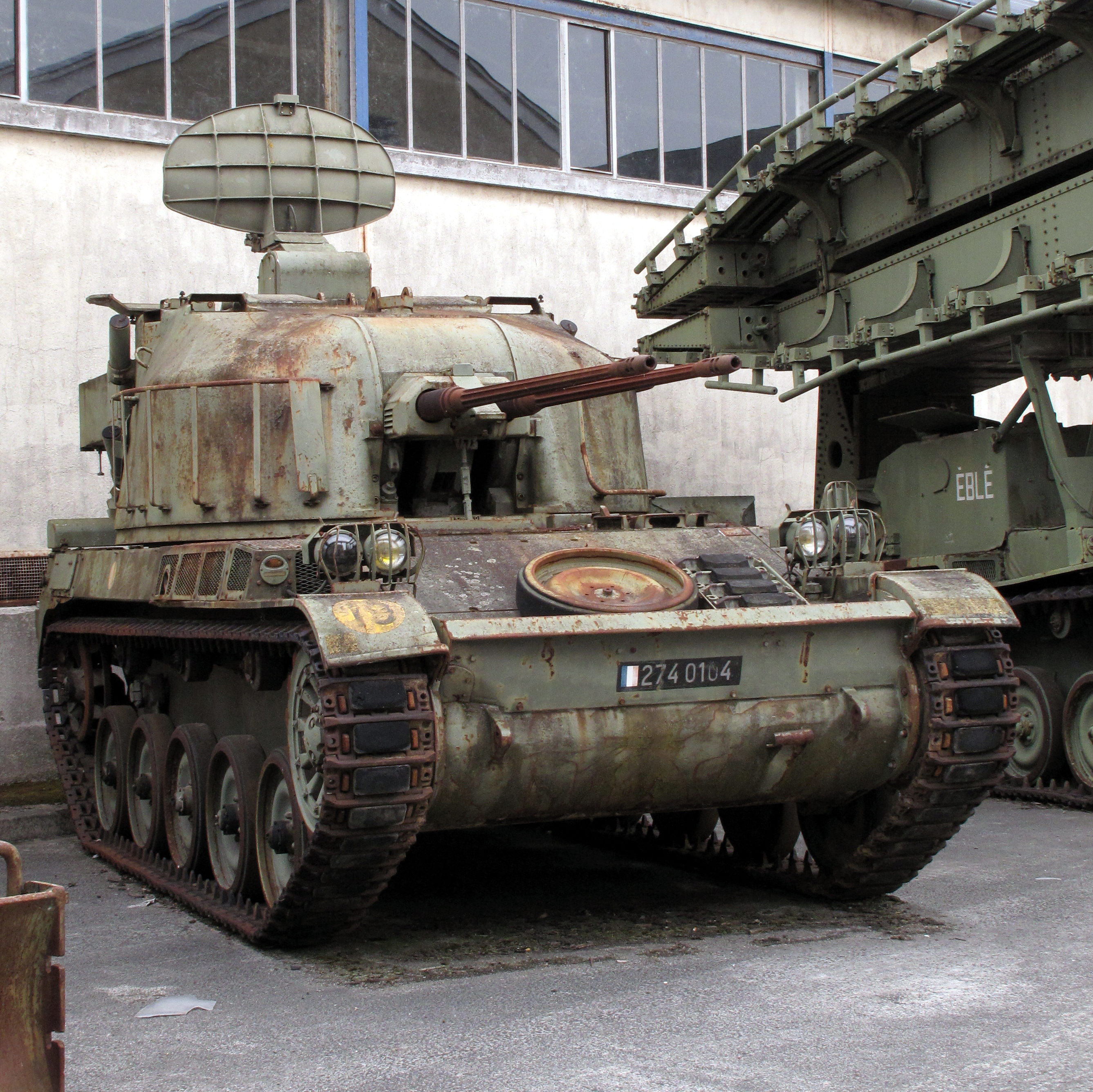
AMX-13 bitube de 30 de l'armée française.

À la suite de l'échec du modèle précédent, l'armée française se tourne au début des années 1960 vers un affût bitube de 30 mm Hispano-Suiza HS 831.A (Oerlikon KCB), inspiré du canon allemand de 30 mm MK 103, monté sous une tourelle blindée SAMM S 401.A et doté d'un radar de veille et de contrôle du tir Thomson-CSF Œil Noir.
Le système d'arme permet une défense antiaérienne du corps de bataille à basse altitude dans la zone des 1 000 m. Soixante exemplaires sont produits. Les premiers sont livrés en 1969 et quittent le service à la fin de la guerre froide.
Le châssis est du modèle renforcé de l'OB AU 50 qui permet d'avoir une plateforme horizontale sur laquelle la tourelle peut pivoter. Le bitube est contrôlé par des détentes électriques et la vitesse initiale du projectile est de 1 000 m/s.
Le tir peut être au coup par coup ou par rafales de 5 ou de 20 coups pouvant atteindre une cadence de tir utile de 600 coups par minute pour les deux tubes,,,,.
Chaque tube dispose de bandes de 300 obus en réserve.
Le système de pointage électrico-hydraulique n'est pas stabilisé. La tourelle peut pivoter à raison de 80°/s, avec un pointage en hauteur maximum de 85° atteint au rythme de 45°/s.
Le radar Doppler à vagues cohérentes Œil Noir développé par Électronique Marcel Dassault (EMD) peut détecter tout type d'aéronef dans un rayon de 12 km et jusqu'à une altitude de 3 000 m. Il permet au système d'arme d'atteindre un portée utile de 5 000 m.
Le système d'arme a aussi une capacité auxiliaire anti-char pour laquelle il est doté d'un viseur APX M 250. La tourelle reçoit un réceptacle arrière destiné à récupérer les douilles des obus tirés. Elle reçoit aussi des barres soudées pour accrocher des sacs de stockage textiles.
La tourelle étant un peu lourde pour le châssis AMX-13, une version montée sur le châssis AMX-30 est étudiée à partir de 1965, version qui n'est pas adoptée par l'armée française mais qui est proposée à l'export.

#### AMX-13 Roland
Le châssis de l'AMX-13 a été initialement envisagé pour soutenir le système de missile antiaérien franco-allemand Roland mais aucune production ne s'est ensuivie et tous les exemplaires, prototypes et productions ont été montés sur un châssis de char AMX-30.

### Les modèles destinés au génie

#### AMX-13 VCG (véhicule de combat du génie)

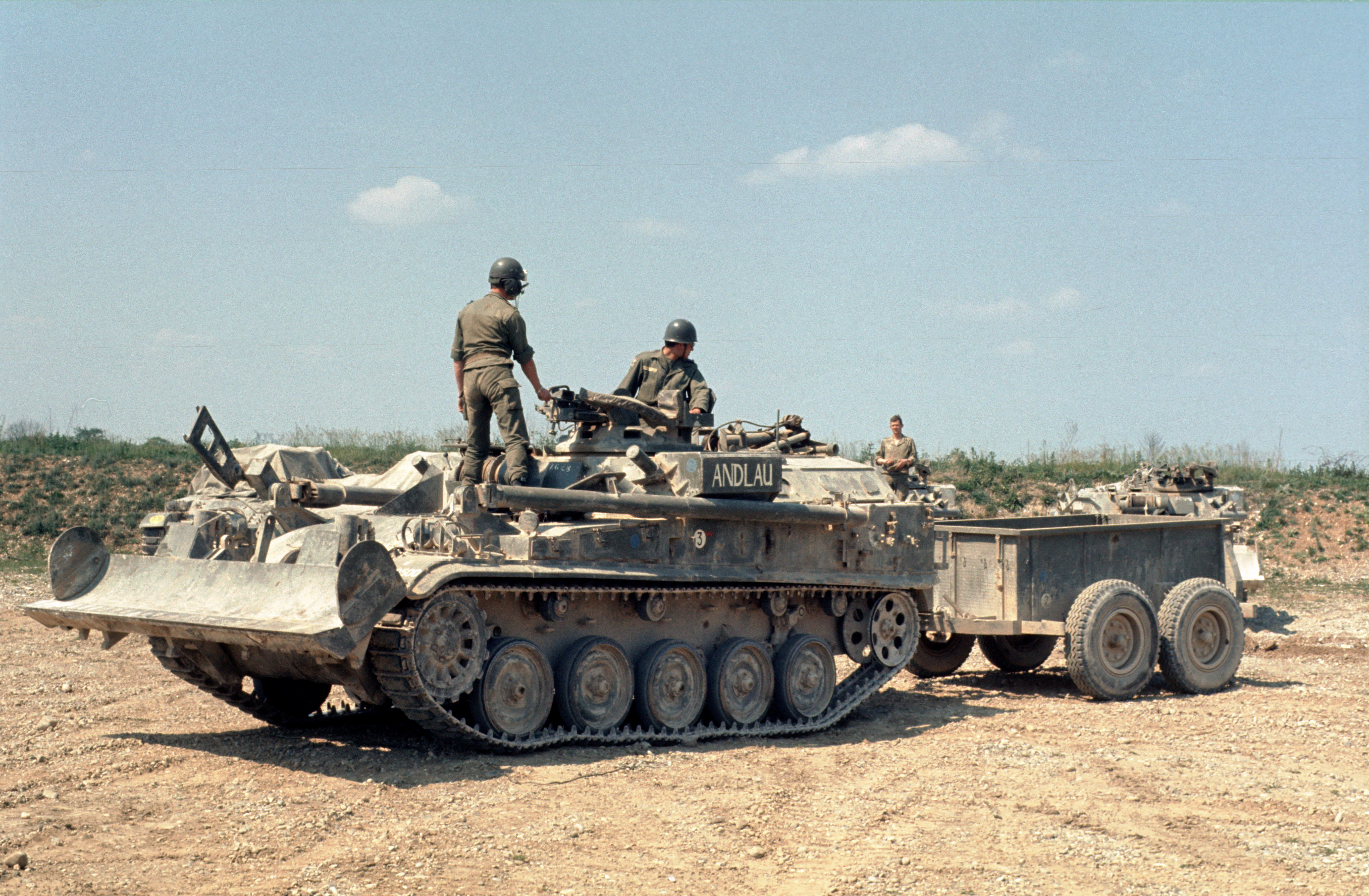
AMX-13 véhicule de combat du génie du 9e régiment du génie.

Introduit en 1964, il est destiné au génie « combat ». Il est dérivé de la version VTT de l'AMX-13. Il transporte dix hommes dont un chef de char, un conducteur et sept hommes. Il pèse 17,6 t. Il permet à ces personnels de faire des opérations de déblaiement, de destructions, de levage et de terrassement. Il est équipé d'une lame de bulldozer, d'une bigue démontable pouvant soulever 4 500 kg, et d'un treuil hydraulique (3,5 t - 4,5 t) commandés depuis l'intérieur du véhicule et d'outils de pionnier : détecteurs de mines, scies mécaniques, marteau perforateur automoteur, etc. Il peut tracter une remorque à deux essieux tous terrains d'une charge utile de 2 t. Il est armé d'une mitrailleuse Browning HB M2 de 12,7 mm sans tourelleau.

#### AMX-13 PDP (poseur de pont)

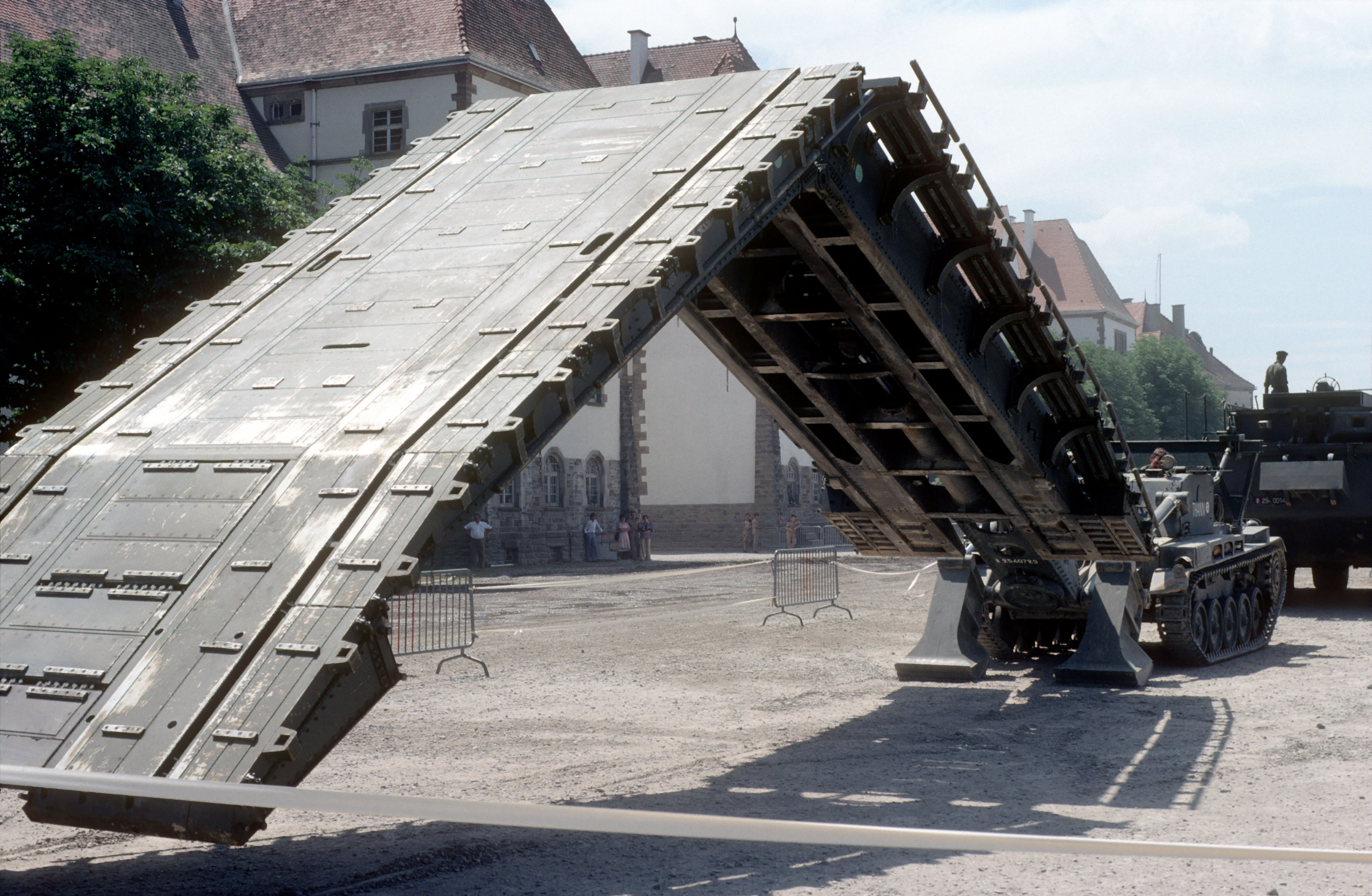
AMX-13 poseur de pont en démonstration.

En 1955, le projet d'un véhicule poseur de pont est lancé. Un prototype est commandé en 1959 et il est testé en avril-mai 1962. Entre-temps, une série de 18 engins est commandée en janvier 1961 et une autre de 12 engins en septembre 1961. Il est construit autour du châssis de l'AMX-13 Mle 1955 Dépannage. Il est capable de franchir des coupures de 12 à 13 m.

#### AMX-13 poseur de pont Mle F1
Autre appellation du 13 PDP

#### AMX-13 poseur de mines Minotaur
Le Minotaur est un système entièrement automatique pour créer rapidement un champ de mines antichar sur une surface ajustable en portée, en densité et en durée. Un champ de mines d'une longueur de 2,4 km peut être créé en moins de 5 minutes sur les côtés à une distance de 300 m quand le véhicule est en mouvement, et vers l'arrière à 185 mètres lorsque le véhicule est en position statique. Montable sur divers châssis, l'AMX-13 TT était une option proposée par le GIAT mais qui n'a pas donné de suite.

### Les modèles destinés au service de santé des armées
AMX-13 Sanitaire VCBT

### Les modèles destinés au dépannage et au matériel

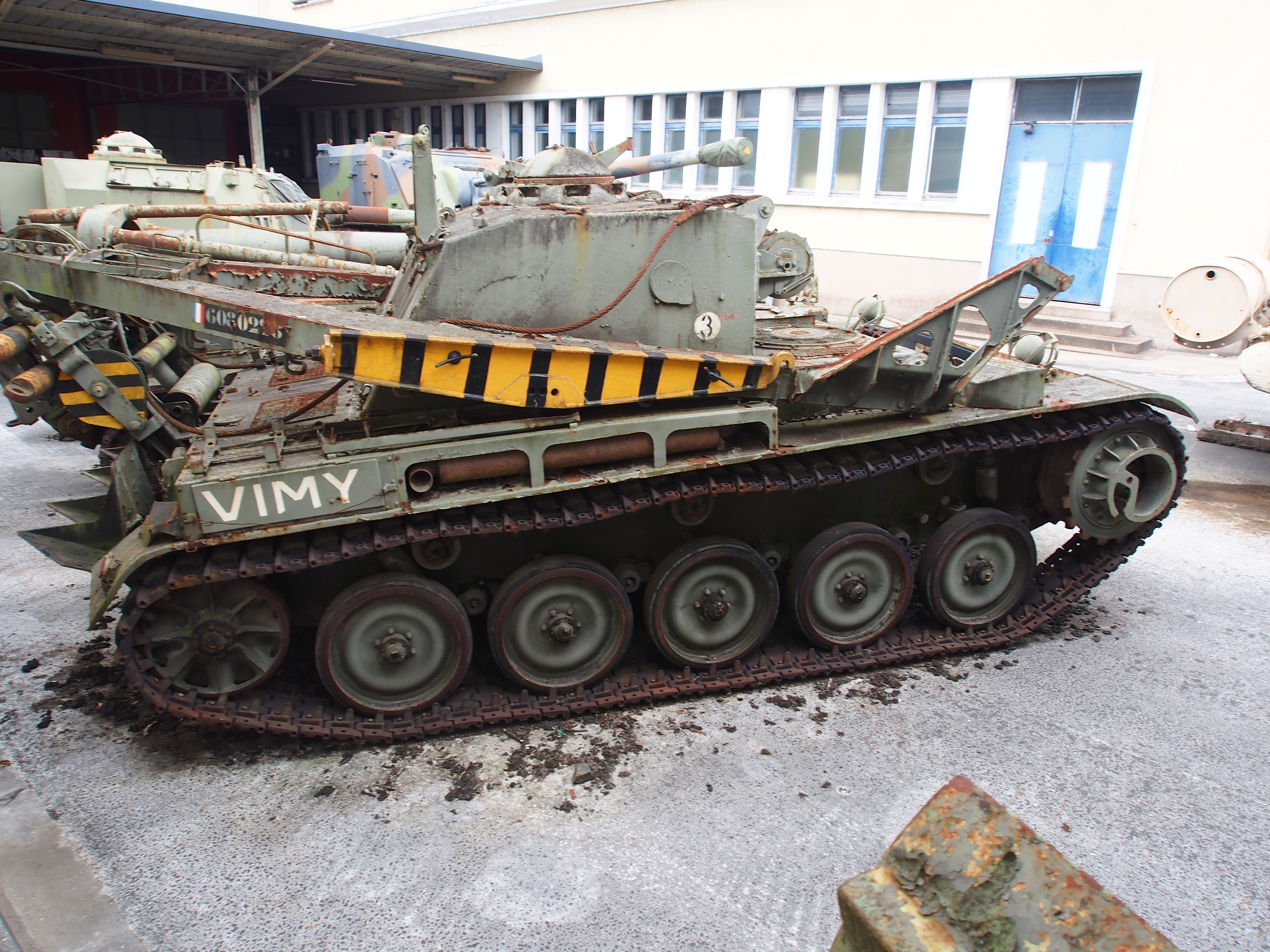
AMX-13 dépannage au musée des Blindés de Saumur.

L' AMX-13 Mle 1955 Dépannage est conçu pour le dépannage, le remorquage et l'entretien du matériel blindé immobilisé. Il permet la manutention de moteurs et de tourelles. Il est équipé de :
- 1 treuil principal (force de traction : 15 t ; longueur de câble : 50 m) ;
- 1 treuil auxiliaire (force de traction : 1 t ; longueur de câble : 120 m) ;
- 1 grue (force de levage : 5 t) ;
- 1 groupe électrogène ;
- 1 projecteur orientable de grande puissance ;
- 1 mitrailleuse de 7,5 mm en tourelleau.

Longueur : 5,50 m. Largeur : 2,60 m. Hauteur : 1,38 m. Vitesse : 60 km/h. Poids 14 t. Équipage : 3 hommes.

### Les modèles spécifiques à l'étranger ou prototypes destinés à l'export

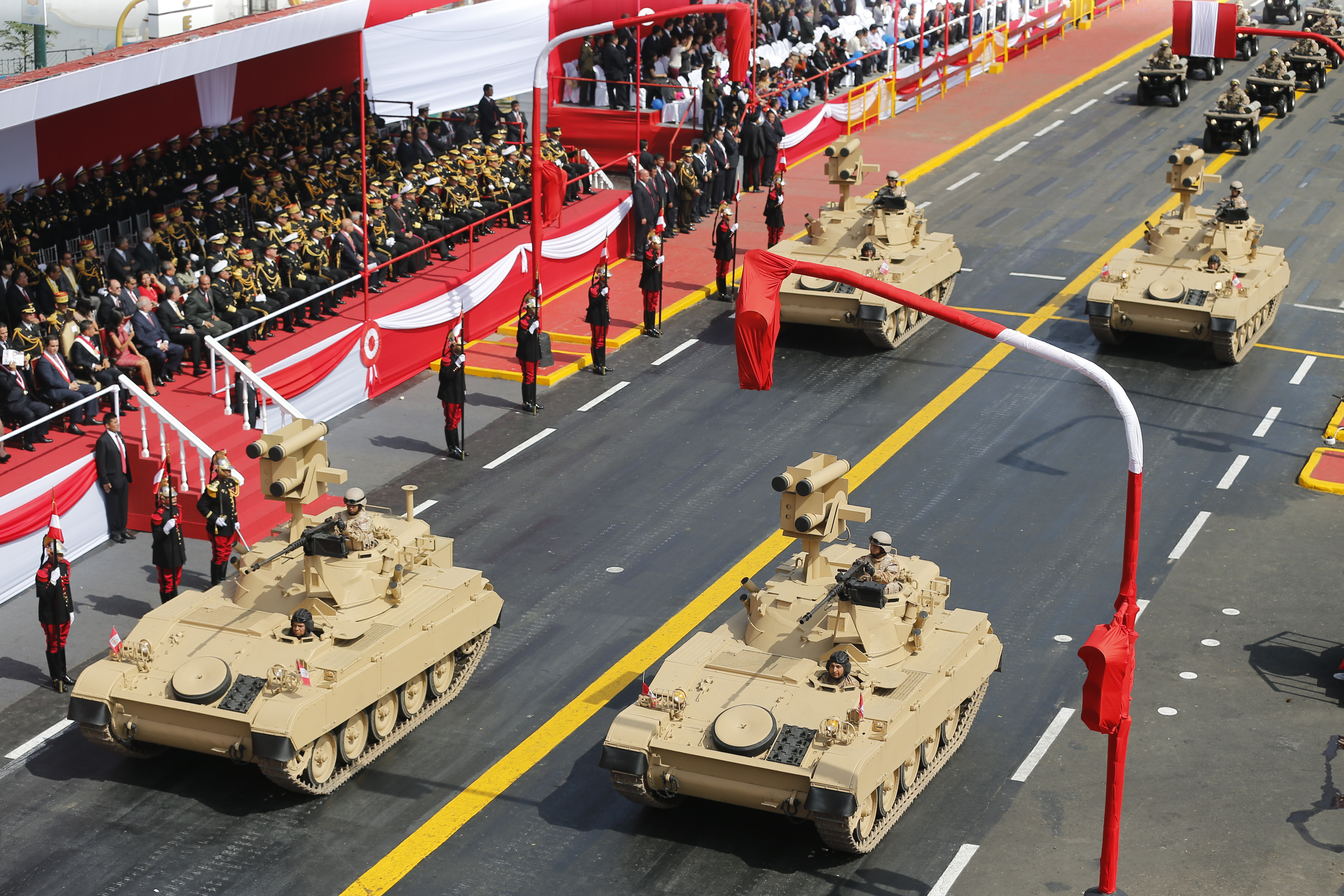
Des AMX-13 Alacrán avec lance-missiles antichars 9M133 Kornet en 2015.

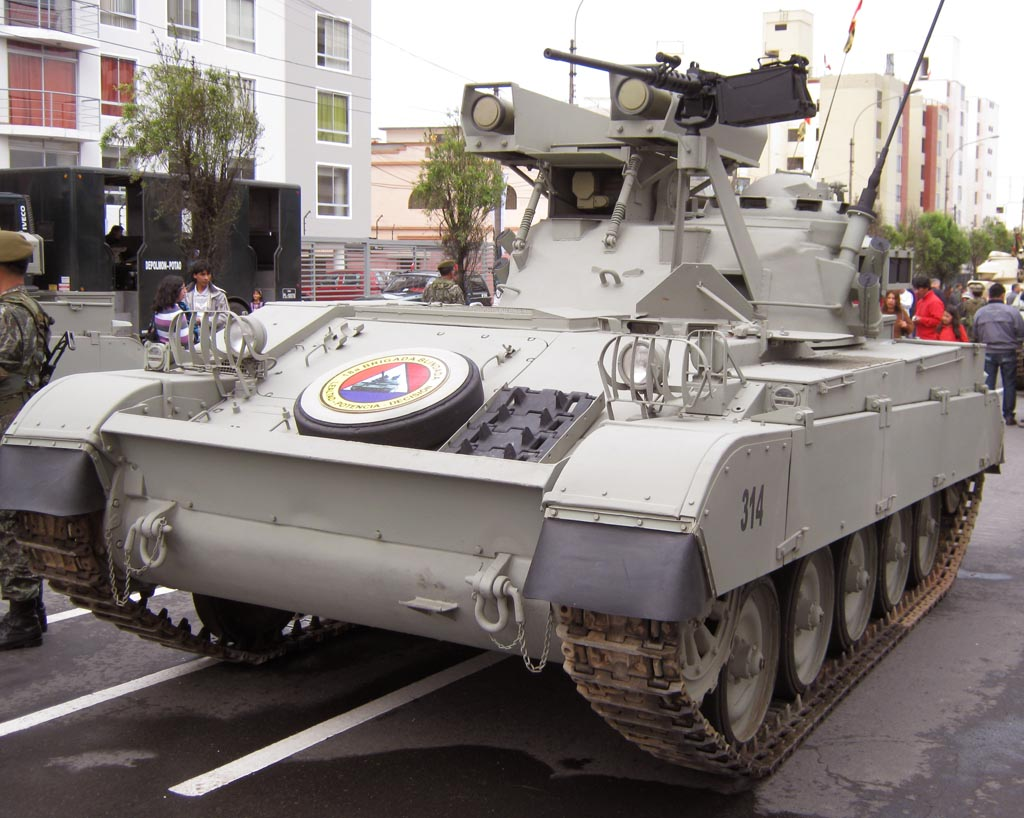
AMX-13 Alacrán péruvien en 2011

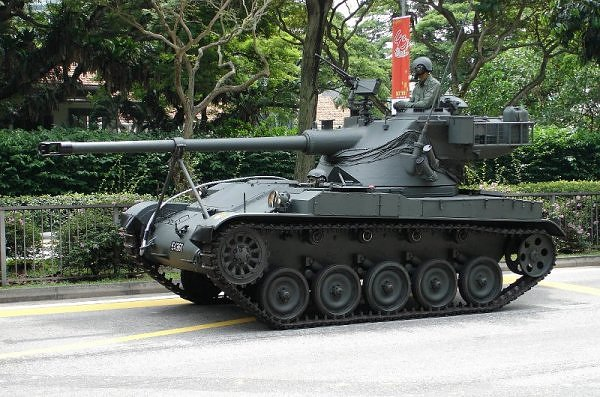
AMX-13 SM1 singapourien

Dès 1950, de par son originalité, l'engin connait un très grand succès à l'export, succès qu'il connait jusqu'à la fin de son service dans l'armée française et même au-delà.
- AMX-13 canon de 105 Modèle 1958 : en juillet 1957, une nouvelle tourelle FL 12 équipée d'un canon de 105 mm Modèle 1957 (L/44), est essayée aux Ateliers de Bourges (ABS). Une présérie est livrée à l'armée française mais elle n'est pas suivie de production. En revanche, cette version intéresse les pays étrangers comme les Pays-Bas, le Liban, le Pérou et l'Équateur. La tourelle FL 12 sans le châssis est vendue à l'Autriche pour être montée sur le chasseurs de char SK-105 Kürassier.
- AMX-13 FL 15 : version néerlandaise avec une tourelle oscillante FL 15 similaire à la FL 12 mais avec un équipement de vision comprenant sept épiscopes M554 et jumelles à vision nocturne OB 44 pour le chef de char et deux épiscopes M552 pour le tireur, un périscope/télescope M212 avec un grossissement de ×1,6 à ×6,5 pour le chef de char et un télescope à grossissement ×8 de jour et ×6 de nuit pour le tireur. Un système de contrôle de tir facilite l'acquisition de la cible, réduit le temps d'engagement et augmente la probabilité d'atteinte au premier coup.
- AMX 13-105 : version destinée à l'export avec un canon de 105 mm à manchon anti-arcure et l'avant de la coque renforcé.
- LAR-16[22] : version vénézuélienne retrofitté par Israël avec un lanceur de roquettes multiples (MBRL) avec 26 tubes de 160 mm LAR pour projectiles explosifs (HE). 25 exemplaires ont été mis en service. Les châssis ont été rétrofittés selon la norme NIMDA. Ne sont plus en service en 2021.
- AMX-13V CLI : AMX-13/90 amélioré pour l'armée vénézuélienne.
- AMX-13 VCPC : AMX-13 VCI amélioré pour l'armée vénézuélienne.
- AMX-13 AD : version antiaérienne vénézuélienne avec une tourelle bitube américaine de 40 mm M42 Duster.
- Maisanta YZR : modèle vénézuélien armé de 6 canons sans recul de 106 mm et d'un mortier de 81 mm sur le châssis d'un LAR-16[23].
- AMX 13 VTT avec missile ENTAC : modèle développé pour la Belgique.
- AMX 13 Obusier de 105 mm automoteur Modèle 1950 avec tourelle rotative : version du 105 AU 50 achetée par la Suisse à quatre exemplaires qui restent à l'état de prototypes.
- AMX-13 GTI : version semi-expérimentale d'essai avec une nouvelle suspension construite par GLS, une succursale de Krauss-Maffei.
- AMX-13 HOT : prototype avec missiles antichar HOT.
- AMX 13 modèle 1987 : ultime version proposée à l'export par la France avec un moteur Baudouin 6F 11 SRY, diesel de 280 ch ou un Detroit Diesel Model 6V-53T, diesel de 280 ch un transmission automatique Rockford Powertrain ZF 5WG-180 et une suspension hydropneumatique qui permet un plus grand confort de l'équipage et une capacité à tirer en roulant plus importante.
- AMX-13 SM1 (Singapore Modernised 1) : version améliorée pour l'armée singapourienne fondée sur les caractéristiques de l'AMX-13 modèle 1987 avec le moteur Detroit.
- AMX-13 THS : prototype avec une nouvelle transmission hydraulique.
- AMX-40 DCA : système antiaérien avec un canon de 40 mm Bofors.
- AMX-113 : version améliorée destinée à l'Argentine.
- AMX-13 PRA (PantserRups Artillerie) :  version hollandaise de l'obusier AU 50.
- AMX-13 PRI (PantserRups Infanterie) : version hollandaise de l'AMX-13 VTT.
- AMX-13 PRB : (PantserRups Berging) : version néerlandaise de l'AMX-13 dépannage.
- AMX-13 PRCO (PantserRups Commando) : version néerlandaise de l'AMX-13 VTT PC.
- AMX-13 PRVR : version néerlandaise de l'AMX-13 Cargo.
- AMX-13 PRGWT (PantserRups Gewondentransport) : version néerlandaise de l'AMX-13 VCTB ambulance.
- AMX-13 PRAT : version néerlandaise de l'AMX-13 VTT avec missiles antichar TOW.
- AMX-VTT Cargo : version du VTT destiné au ravitaillement et au transport logistique construits pour la Belgique et les Pays-Bas avec une capacité d'emport de 3 tonnes.
- AMX-VTT PADTA (poste avancé de direction tactique air) : version du VTT équipé d'un radar de veille aérienne.
- AMX-VTT Modèle 1987 : ultime version du VTT modernisée avec une mobilité et un système de tir améliorés.
- AMX-13 57L/100 : prototype avec un canon britannique L7 de 100 mm monté sur une tourelle FL (1957).
- AMX13/Cockerill : version rétrofittée par Cockerill avec un canon de 90 mm Mk III-A4.
- DNC-1 : nom des AMX-13 livrés au Mexique, surplus de l'armée belge remis à niveau par l'industrie belge SABIEX pour le châssis et SEBENA pour le canon.
- DNC-1 Grua : version de l'AMX dépannage Mle 1955 améliorée localement par l'armée mexicaine.
- Char léger 51 / Leichter Panzer Lpz 51 : nom de la version suisse du Modèle 51. Dans l'attente de la livraison de chars Centurion par les Britanniques, l'armée suisse adopte l'AMX-13 Mle 51. Ces chars restent en service jusqu'en 1980.
- NIMDA Upgrade : pack de modernisation proposé par la compagnie israélienne NIMDA. Il comprend un moteur diesel Detroit Model 6V-53T de 275 ch à 2 800 tours par minute avec une transmission automatique NIMDA N303, un nouvel armement, un système informatisé de contrôle des tirs, du blindage additionnel réactif.
- AMX-13 Yonkav 2 : AMX 13/105 complètement revu et modernisé pour l'Indonésie. En cours de développement depuis 2014. Il comprend notamment un nouveau canon de 105 mm et un nouveau blindage et un moteur Navistar de 320 ch.

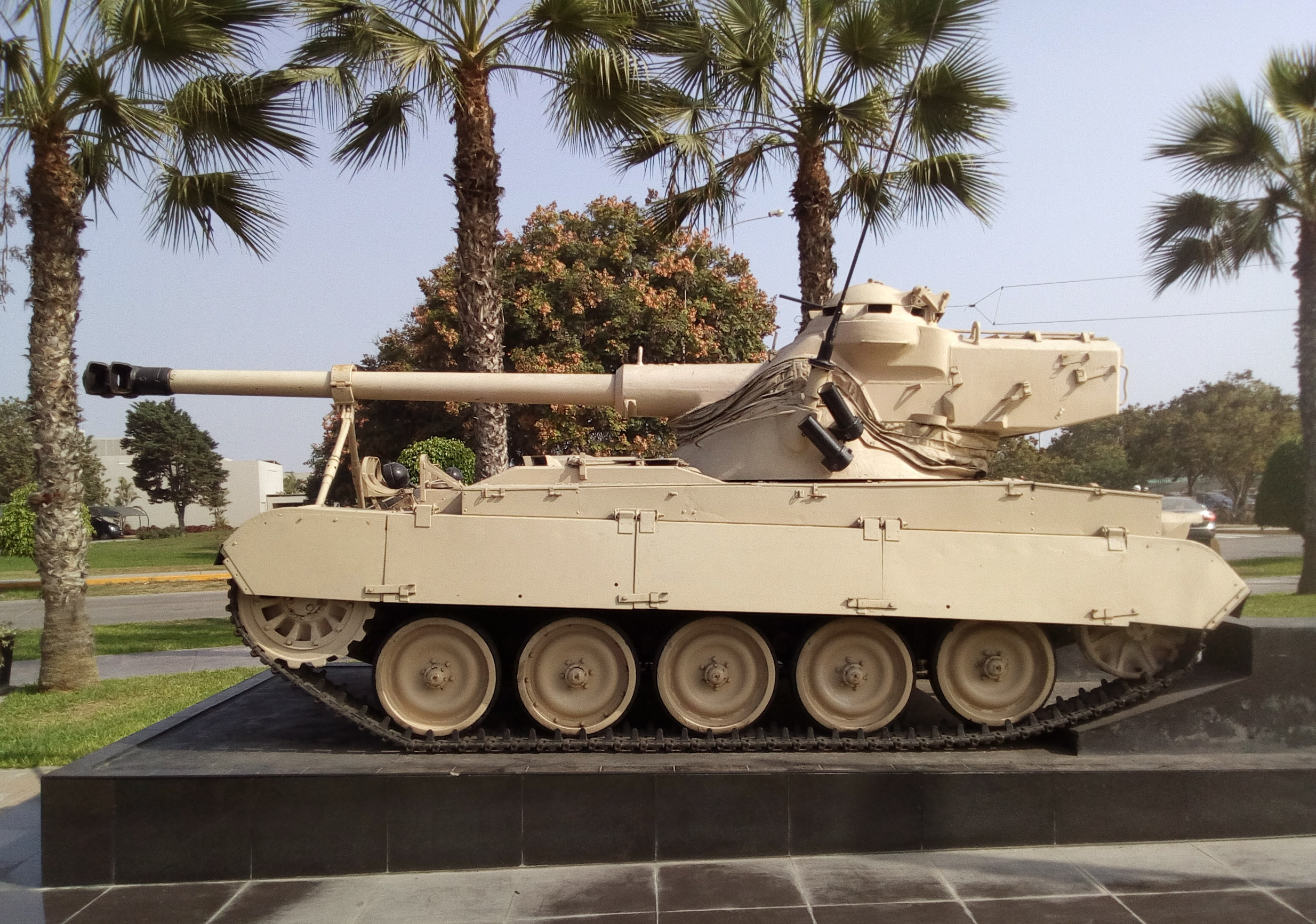
AMX-13 péruvien.

- AMX-13RA5 Escorpion 1 : version péruvienne de l'AMX-13 équipé d'une tourelle FL-12 avec un canon de 105 mm et de missiles antichars russes Malyutka 9M14 (Code OTAN AT3 Sagger).
- AMX-13PA8 Escorpion-2 : version péruvienne d'AMX-13 équipé d'une tourelle FL-12 avec un canon de 105 mm et deux missiles antichars ukrainiens Bar'er R 2S[24].
- AMX-13 Alacrán : version péruvienne sans canon équipé d'une poste lance-missiles antichars avec deux ou trois missiles antichar russes 9M133 Kornet (Code OTAN AT14 Spriggan) prêt à l’emploi en service depuis 2010[25].
- AMX-D30 Vulcano :  obusier automouvant sur la base d'un AMX-13-105 péruvien sur lequel est monté un obusier D-30 de 122 mm russe à partir de 2018[26]. Construction de 30 à 40 exemplaires prévue.

## Pays utilisateurs

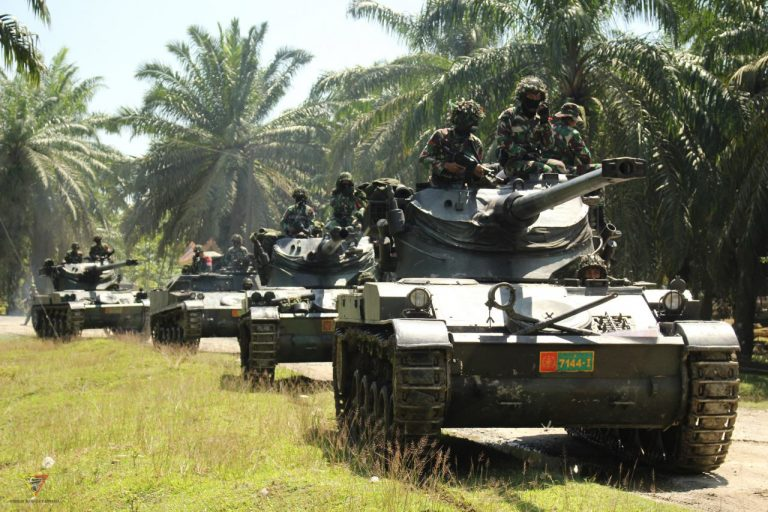
AMX-13 de l'armée indonésienne en septembre 2020

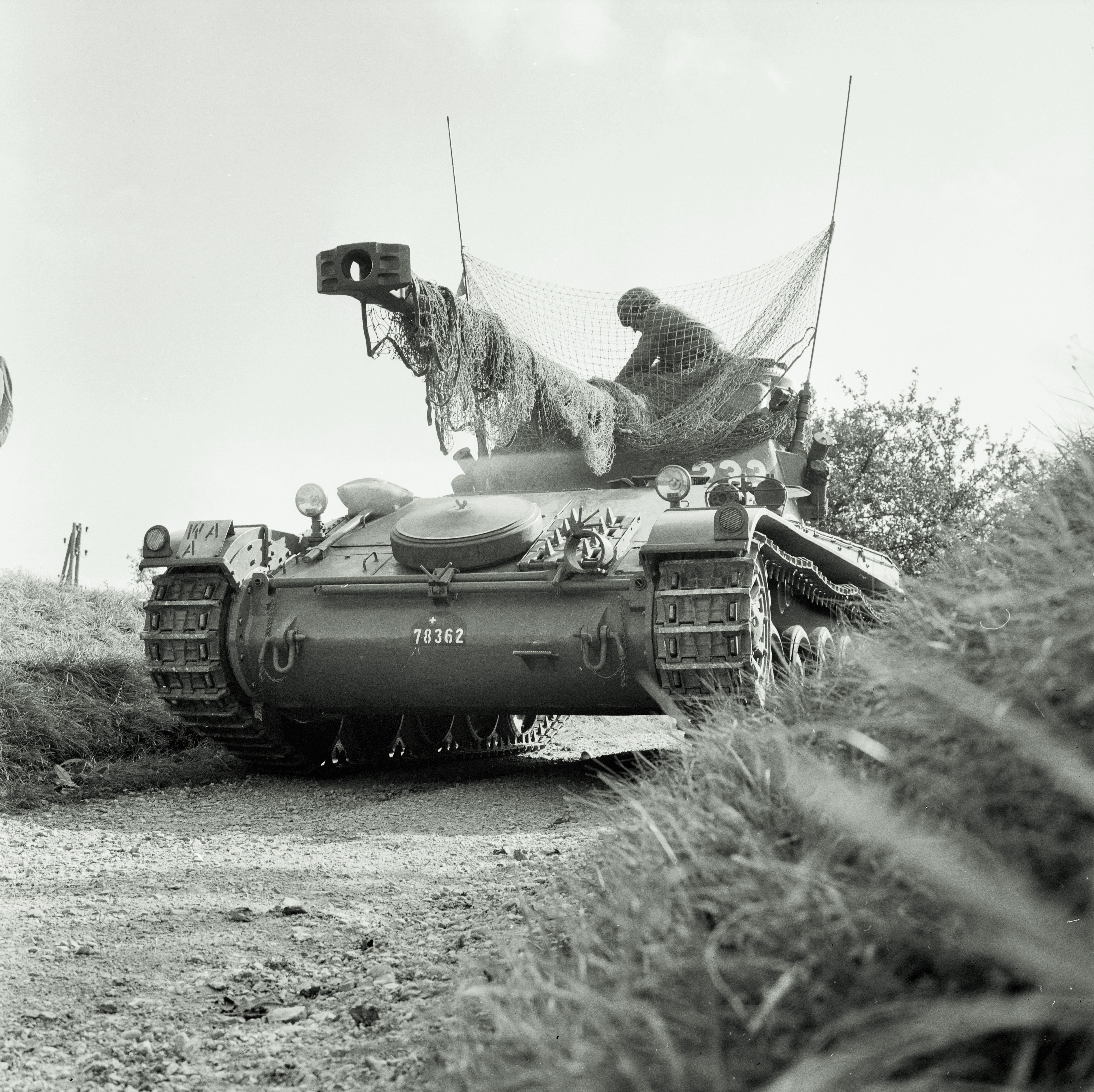
AMX-13 de l'Armée suisse lors des manœuvres d'automne 1963.

Les nations ayant utilisé ou utilisant encore l'AMX-13 et ses variantes sont nombreuses.

### Opérateur en 2025
En 2025, les pays suivant utilisent encore l'AMX-13 :
- Équateur : 189 AMX-13 commandés à la France dont 108 AMX-13/105 commandés en 3 fois entre 1970 et 1976 et reçus entre 1971 et 1977 et 87 AMX-13 VCI furent commandés en 1975, seulement 81 furent reçus entre 1976 et 1978[27]. En 2025, encore 25 AMX-13 et 82 AMX-VCI sont en service[28].

- Indonésie : 175 AMX-13/75 et 10 AMX-13 poseurs de ponts commandés à la France en 1960 et reçus entre 1961 et 1963[27]. Par la suite 130 AMX-13/105 et 100 AMX-13 VCI sont commandés aux Pays-Bas en 1980 et 1976 et reçus entre 1977 et 1981[27]. En 2025, 275 AMX-13 (en partie modernisé), 75 AMX-VCI, 10 AMX-13 poseur de pont, 2 AMX-13 de dépannage et 6 AMX-VCI du génie sont toujours en service[28].
- Mexique : 401 AMX-13 VCI commandés à la Belgique en 1994 et reçus entre 1994 et 1996[27]. En 2025, 390 DNC-1 (AMX-13 VCI modernisé) sont en service[28].
- Pérou : 108 AMX-13 commandés à la France  dont 30 AMX-13/75en 1955 et reçus l'année suivante et 78 AMX-13/105 commandés en 1968 et reçus entre 1968 et 1969[27]. En 2018 le Pérou utilise des versions nationales antichars et veut convertir ses obusiers de 105 mm en mettant des D-30 de 122 mm à la place des canons d'origine[26]. En 2025, 96 AMX-13 dont certains rééquipés de missiles anti-char soviétiques et russes dont le 9M133 Kornet [28].
- Qatar : 10 AMX-13 VCI commandés à la France en 1979 et reçus l'année suivante[27]. En 2025, 30 AMX-VCI sont en service[28].
- Venezuela : 67 AMX-13 dont 36 AMX-13/75 et 31 AMX-13/90[29]. En 2025, 31 AXM-13, 2 exemplaires transformés en char de déminage sont en service dans l'armée ainsi que 6 AMX-13 Rafaga (AMX-13 équipé de la tourelle antiaérienne du M42 Duster) sont actifs dans le commandement de la défense anti-aérienne et 25 AMX-VCI sont en service au sein de la garde nationale bolivarienne[28].

### Ancien opérateur
- Algérie : 50 AMX-13/75 dont 44 commandés à la France  et 6 commandés au Maroc en 1962 et reçus la même année[27].
- Argentine : 58 AMX-13/105 Mod. 58 - acquis en 1968. 30 construits en France et 28 acquis en pièces, pour assemblage en Argentine par la firme Astilleros Argentinos Rio de la Plata S.A. (ASTARSA), sous licence, avec l’assistance technique et la supervision du fabricant français.
- Autriche : 72 AMX-13/75 commandés à la France en 1955 et reçus entre 1956 et 1957 et 3 AMX-13 de dépannage commandés en 1957 et reçus l'année suivante[27].
- Belgique : 555 AMX-13 dont 305 VTT, 72 PC, 58 Cargo, 90 Mortier, 86 MILAN et 30 ENTAC
- Cambodge : 20 AMX-13/75 commandés à la France en 1963 et reçus l'année suivante[27].
- Chili : 87 AMX-13 AMF3
- Chypre : 12 AMX-13 VCI commandés à la France en 1989 et reçus en 1991[27].
- Côte d'Ivoire : 5 AMX-13/75 commandés à la France en 1963 et reçus en 1966[27].
- Djibouti : 60 AMX-13/90 commandés à la France en 1978 et reçus l'année suivante[27].
- République dominicaine : 15 AMX-13/75
- Égypte : 30 AMX-13/75 commandés à la France en 1953 et reçus en 1955[27].
- Émirats arabes unis : 11 AMX-13 VCI commandés à la France en 1974 et reçus l'année suivante.
- France
- Guatemala : 8 AMX-13/75 modernisés commandés à la France en 1972 et reçus en 1974[27].
- Inde : 164 AMX-13/75 commandés à  la France en 1956 et reçus entre 1957 et 1958[27].
- Israël : 100 AMX-13/75 commandés à la France en 1953 et reçus entre 1955 et 1956[27].
- Italie : 509 AMX-13 VCI commandés à la France en 1960 et reçus entre 1961 et 1966[27].
- Koweït : 34 AMX-13 VCI commandés à la France en 1982 et  reçus entre 1982 et 1983[27].
- Liban : 167 AMX 13 dont 42 AMX-13/75, 13 AMX-13/90, 22 AMX-13/105 et 90 AMX-13 VCI, tous commandés à la  France en 1955, 1971, 1981 et 1984 et reçus entre 1957 et 1984[27].
- Maroc : 152 AMX-13 dont 120 AMX-13/75, 4 AMX-13 de dépannage et 18 AMX-13 VCI tous commandés à la France en 1954, 1957, 1965, 1974 et 1981, la commande de1981 (2 dépanneurs et 20 VCI fut financée par l'Arabie saoudite)[27].
- Népal : 16 AMX-13/75 commandés à Israël en 1969 et reçus l'année suivante[27].
- Pays-Bas : 846 AMX-13 dont 131 AMX-13/75, 345 VTT, 82 105AU50, 162 VTT-PC, 34 dépannage, 46 VTT-cargo, 46 VTT-transport de blessés. Les derniers quittent le service en 1983[30].
- Singapour : 340 AMX-13/75 dont 40 commandés à Israël en 1968 et reçus l'année suivante, 150 commandés à l'Inde en 1972 et reçus entre 1973  et 1975 et 150 commandés à la Suisse en 1979  et  reçus en 1981[27]. Encore 350 AMX-13 SM1 sont en réserve en 2025[28].
- Suisse : 200 AMX-13/75 commandés à la France en 1951 et reçus entre 1955 et 1956 et désignés  Ps-51[27].
- Tunisie : 30 AMX-13/75 commandés à la France en 1957 et 1968 et reçus en 1960 et 1970[27].
- République du Viêt Nam : 4 AMX-13 de dépannage commandés en 1957 et reçus en 1958[27].

## Dans la culture populaire
- Dans le jeu vidéo War Thunder, l'AMX-13 est présent en 8 versions (AMX-13/75 et 90, SS-11 et HOT, DCA de 40 mm et de 4 × 12,7 mm, FL 11 et Chaffee) et disponible dans les factions française et Israélienne[31].
- On peut également jouer avec l'AMX-13/75, l'AMX-13/90, l'AMX-13/105, l'AMX-13 105 AU 50 et l'AMX-13 155 AMF3 dans World of Tanks[32].